# Charrue

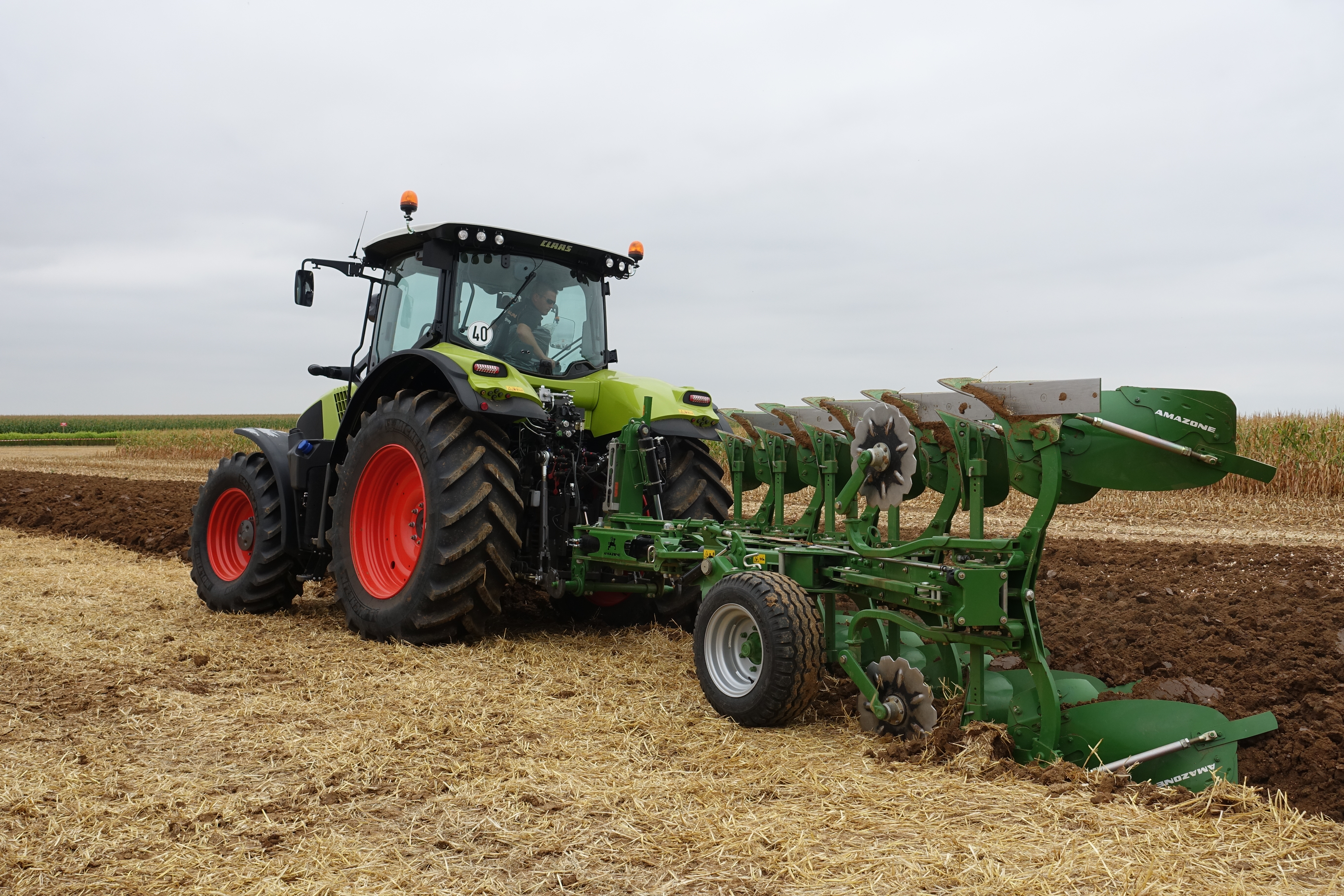
Type de charrue courant en grandes cultures en Europe en 2025 : brabant double porté à cinq corps, rasettes, versoirs avec déflecteurs (complètent le travail des rasettes et évitent le bourrage sur l'étançon), lame de raie large sur le dernier versoir pour faciliter le passage des pneus dans la raie, coutre circulaire seulement derrière le passage des roues hors-raie. Le tracteur d'au moins 150 ch doit être fortement lesté.

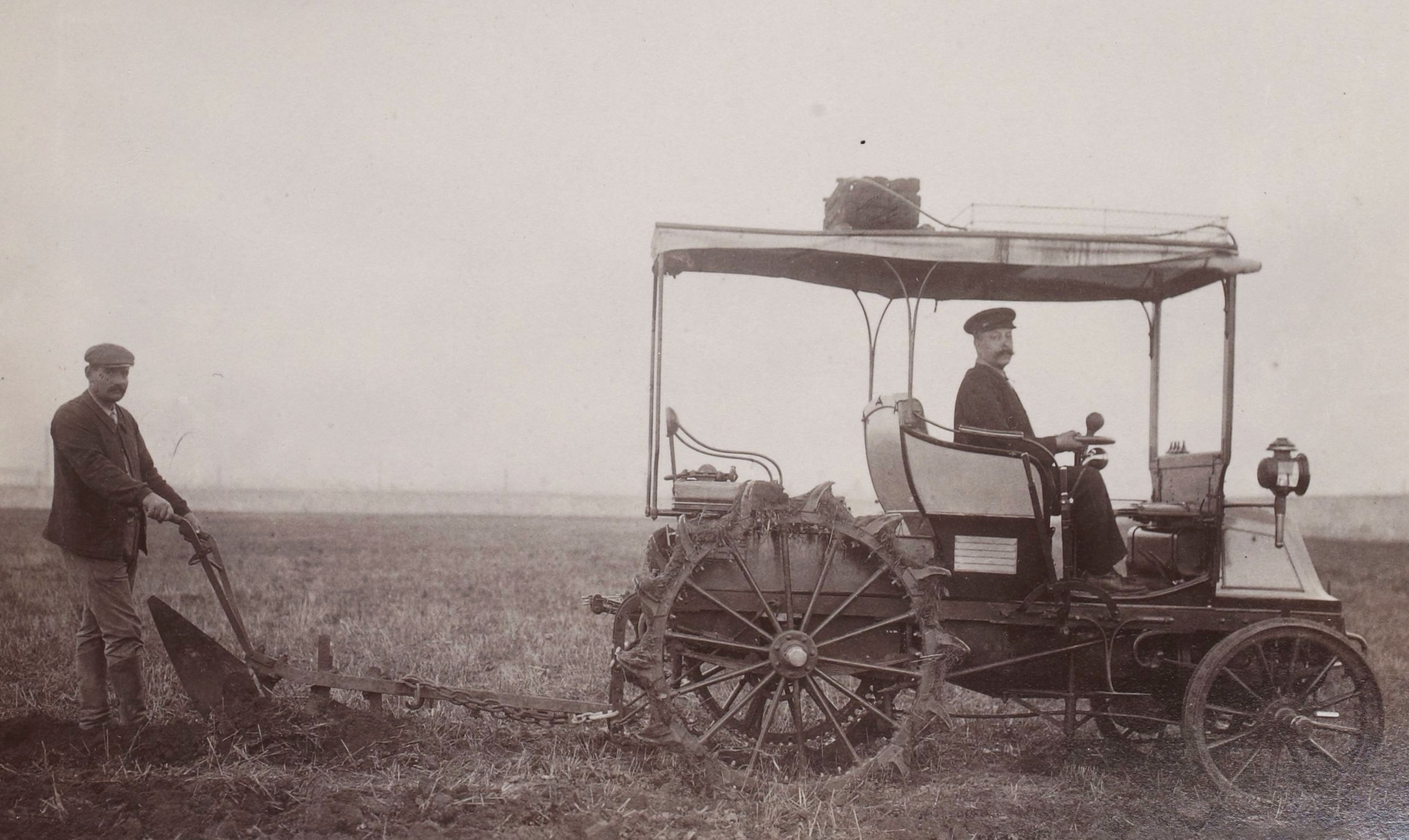
Charrue automobile en 1901.

La charrue est un instrument aratoire utilisé en agriculture pour labourer les champs.
L'étude des noms que portent la charrue et l'araire dans les dialectes germaniques et slaves permet d'assurer que la charrue était suffisamment connue pour posséder son nom particulier en Europe centrale entre le Ve et le Xe siècle.
Elle s'est plus largement répandue en Europe lors de la révolution agricole du Moyen Âge (Xe-XIIIe siècle), où son utilisation, conjointement à celle du fumier, a permis d'augmenter la productivité agricole. La charrue se distingue de l'araire par le fait qu'elle est munie d'un versoir qui rejette la terre d'un seul côté (travail dissymétrique) ; ainsi, elle retourne la terre au lieu de simplement la scarifier.
Ne retournant pas la terre, la charrue-chisel (ou chisel, parfois paraplow) n'est pas à proprement parler une charrue mais un décompacteur. Il en est de même pour la charrue-taupe qui est un outil de drainage basé sur un châssis de sous-soleuse.
Le labour permet d'ameublir la terre et de la préparer à recevoir le semis. Il permet également d'enfouir les résidus des cultures précédentes, les mauvaises herbes, le fumier, et accélère la minéralisation de la matière organique en faisant augmenter la température du sol.
Les charrues modernes, mues par des tracteurs de plus en plus puissants, peuvent comporter de nombreux corps travaillant décalés en parallèle.

## Définition
Une charrue est un instrument aratoire dissymétrique, disposant d'un attelage, utilisé pour un travail du sol profond appelé « labour ». Les principales pièces composantes, utiles au travail, de cet outil sont le soc et le versoir, auxquels peuvent s'ajouter un coutre et une rasette. L'action de la charrue est de découper une tranche de terre et de la retourner sur un côté de l'axe de l'action du fait de son versoir.
Lorsque tous ces éléments sont présents (attelage avec roues, soc, versoir, coutre) et en partie en fer, ce qui est en fait rarement le cas avant 1700, on parle parfois de charrue lourde. Le coutre et les roues remplacées par celles du tracteur font souvent défaut sur les charrues modernes.

## Étymologie
C'est l'avant-train d'attelage, une sorte de chariot, du latin impérial carruca, « char d'apparat », qui est à l'origine du mot « charrue ». Il est cependant absent sur les charrues portées.

## Historique

### Historique

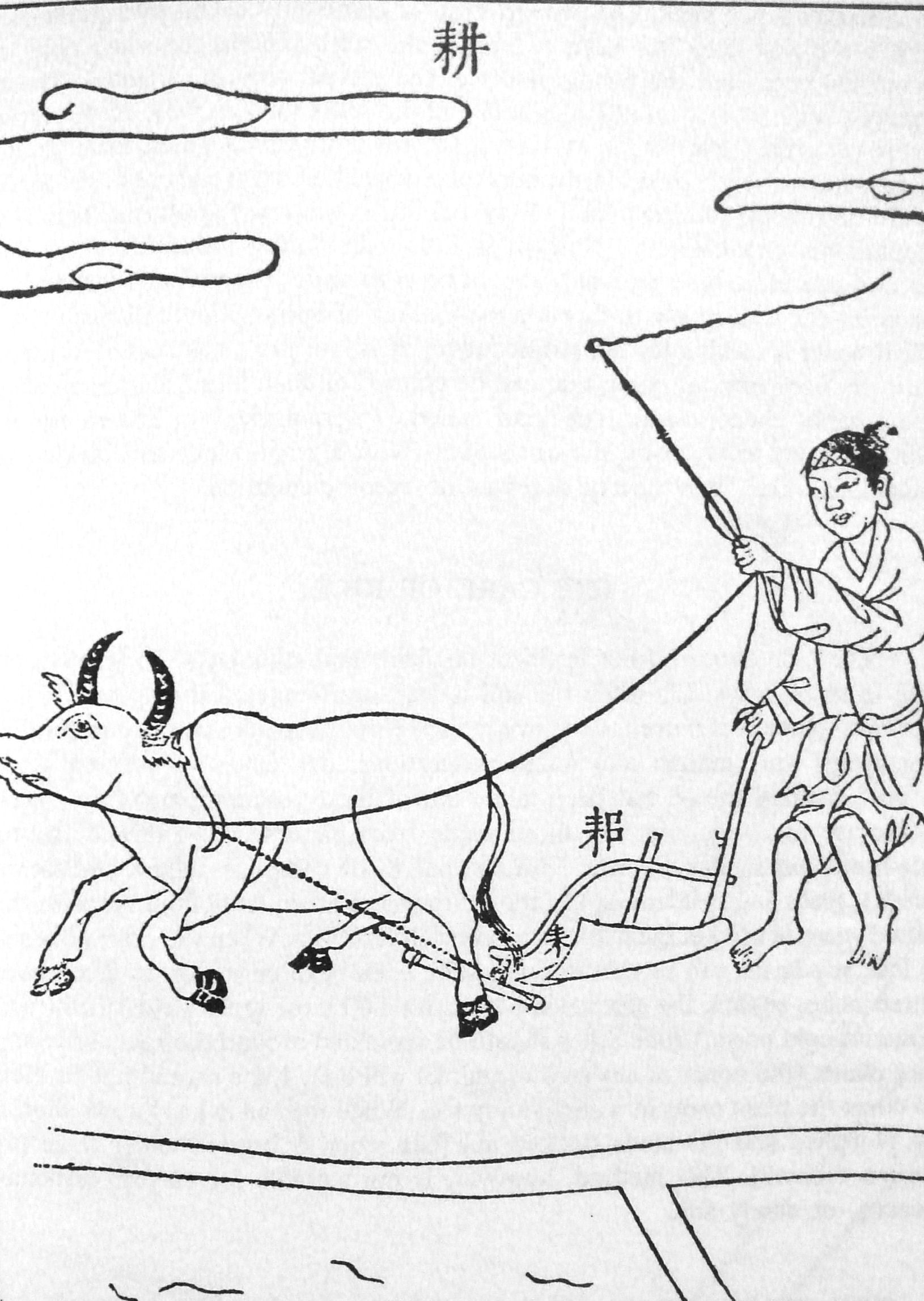
Charrue chinoise en fer, 1637, d'après Tien Kung Jai Wu.

En Chine, il existe des représentations d'araire à soc en fer tirés par des buffles depuis le IIe siècle avant notre ère et qui semblent adaptés à la culture de terres lourdes. Sous l' Empire Han (-206 av. J.-C. 220 après J.-C.) apparait la charrue lourde à versoir.
Pline décrit des instruments aratoires qui peuvent déjà être qualifiés de charrues. Ils ont été utilisés couramment en Bretagne, en Rhétie et au nord de la Gaule au moins depuis le Ve siècle.
En 1955, la charrue a été définie comme un outil aratoire à structure dissymétrique. Depuis, c'est cette caractéristique qui la distingue de l'araire qui est un outil aratoire à structure symétrique. Ce point impliquerait qu'historiquement, la charrue n'est pas une évolution de l'araire mais une différentiation pour un outil spécifique utilisé pour des labours dans un type de terres particulier.
Selon André Marbach, le retournement du sol avec soc symétrique à deux lumières et coutre à appendice est apparu en Gaule dès le IIe siècle .
L'anthropologue Pierre Reignez (CNRS) constate qu'étant donné la rareté des pièces archéologiques et des représentations iconographiques, il n'est pas possible de réaliser une typologie des instruments aratoires avant le XVIIIe siècle ; tous les socs retrouvés sont de type symétrique et la conservation d'éventuels versoirs en bois parfois renforcés de minces tôles de fer est insuffisante pour permettre leur caractérisation ; il envisage de plus que certains araires aient pu être employés pour fournir un travail dissymétrique, par exemple en les forçant à travailler en biais ou en les munissant d'une reille orientable.
Il est difficile de faire la différence entre araire et charrue dans l'œuvre d'Olivier de Serres, qui a scrupuleusement observé les pratiques françaises. Il constate que chaque petite région avait son type d'instrument aratoire susceptible d'être modifié selon les besoins. Il en résultait une extrême diversité.

### Description technique comparative avec l'araire

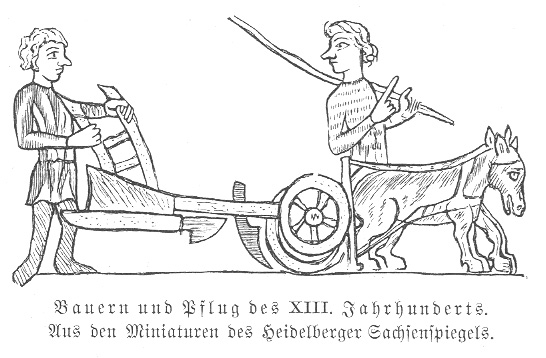
Charrue vers 1250, Dessin extrait du Miroir des Saxons de Heidelberg.

L'araire est typiquement utilisé dans les zones méditerranéennes ou semi-arides et travaille à 10 cm de profondeur. On effectue plusieurs passages éventuellement croisés. La charrue est apparue pour exploiter les sols à climat océanique où l'humidité et la végétation indésirable pouvaient poser des problèmes insurmontables pour préparer le semis. Elle est nécessaire pour enfouir le fumier. La profondeur de travail varie le plus souvent de 15 à 30 cm.
Les éléments essentiels d'une charrue sont à peu près les mêmes que ceux de l'araire : age, sep et mancherons. Mais l'ajout d'autres pièces entraîne d'importantes modifications : c'est d'abord l'avant-train, muni de roues de dimensions souvent inégales pour permettre à la charrue de garder sa stabilité lors du labour (une roue passe sur la terre non encore travaillée, l'autre au fond de la raie précédemment tracée) ; surtout si elle ne comporte pas d'avant-train, la charrue peut être munie d'un régulateur de direction forçant le soc à labourer large. Le coutre, autre élément nouveau par rapport à l'araire, est une lame de fer destinée à découper la motte de terre, qui sera ensuite soulevée par le soc et renversée par le versoir. La charrue, beaucoup plus lourde que l'araire, nécessite la présence de deux mancherons pour assurer une meilleure conduite par le laboureur. L'age devient un axe très long sur lequel sont fixées toutes les pièces travaillantes. Soc et versoir sont dans le prolongement l'un de l'autre, formant parfois une seule pièce reliée à l'age par les étançons et située sur le côté de celui-ci (le principe du labour à la charrue repose sur la dissymétrie).

### Charrues simples, réversibles, multicorps
Voir Labour#Types de labour pour une typologie plus précise des types de labour, lesquels orientent le choix du type de charrue, selon Ados, billon, planche de labour : les mots.

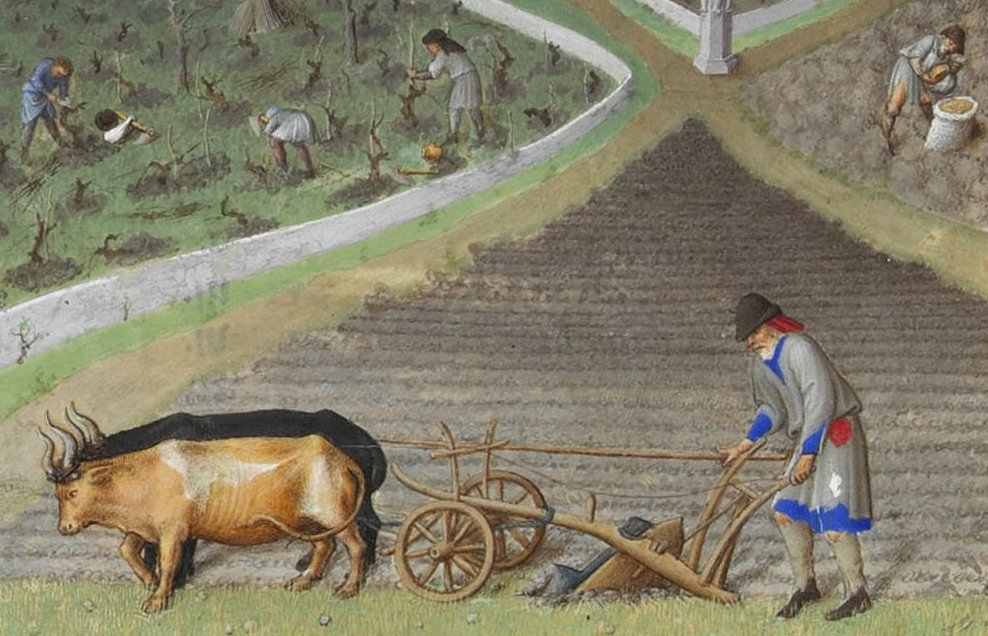
Charrue au travail, tirée par deux bœufs, l'homme les dirigeant à l'aide d'une longue gaule. Cette charrue en bois comporte une reille (soc-coutre de couleur acier). Les Très Riches Heures du duc de Berry, miniature du mois de mars, années 1440, musée Condé, Chantilly, Ms. 65, f.3.

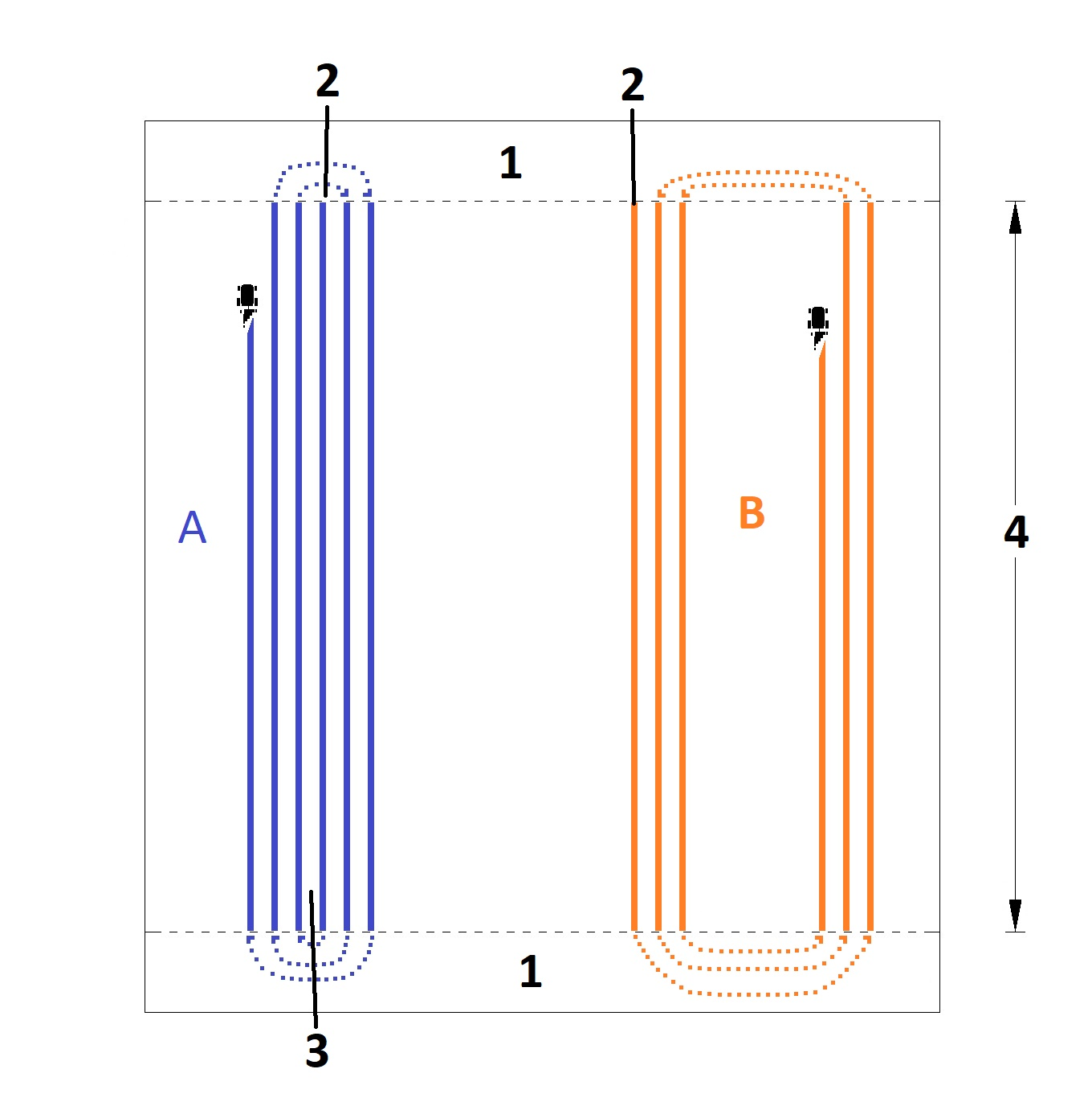
Labour en planches. A : en adossant. B : en refendant. 1 : fourrière ; 2 : enrayures ; 3 : ados ; 4 : sillon (rayage).

En sa forme primitive, la charrue simple est parfaitement adaptée au labour en billons et à sa variante la plus fréquente, le labour en planches. En effet, si la charrue n'est pas réversible, le laboureur est obligé d'alterner les passages de chaque côté du premier sillon ; le trajet en fourrière s'allonge donc à chaque sillon dans le cas de travail en adossant. Ce type de labour qui laisse une rigole à chaque reprise de billon est excellent dans les sols humides, dont il facilite le drainage ; par contre, il n'est guère nécessaire dans les régions à sol sain ni en pays méditerranéen où on lui préfère le « labour à plat » : pour cela, on peut modifier l'orientation du soc et du versoir de façon à renverser la terre toujours dans la même direction (on dit qu'on adosse toujours du même côté). S'il est facile de modifier l'inclinaison d'un araire, muni de deux oreilles symétriques à l'axe, la chose se complique avec une charrue. Mais très vite sont nés des instruments de type tourne-oreille qui ont permis de simplifier la tâche du laboureur : l'oreille y est un versoir mobile, que l'on fixe alternativement d'un côté et de l'autre de l'age chaque fois que la charrue arrive à l'extrémité de la raie.

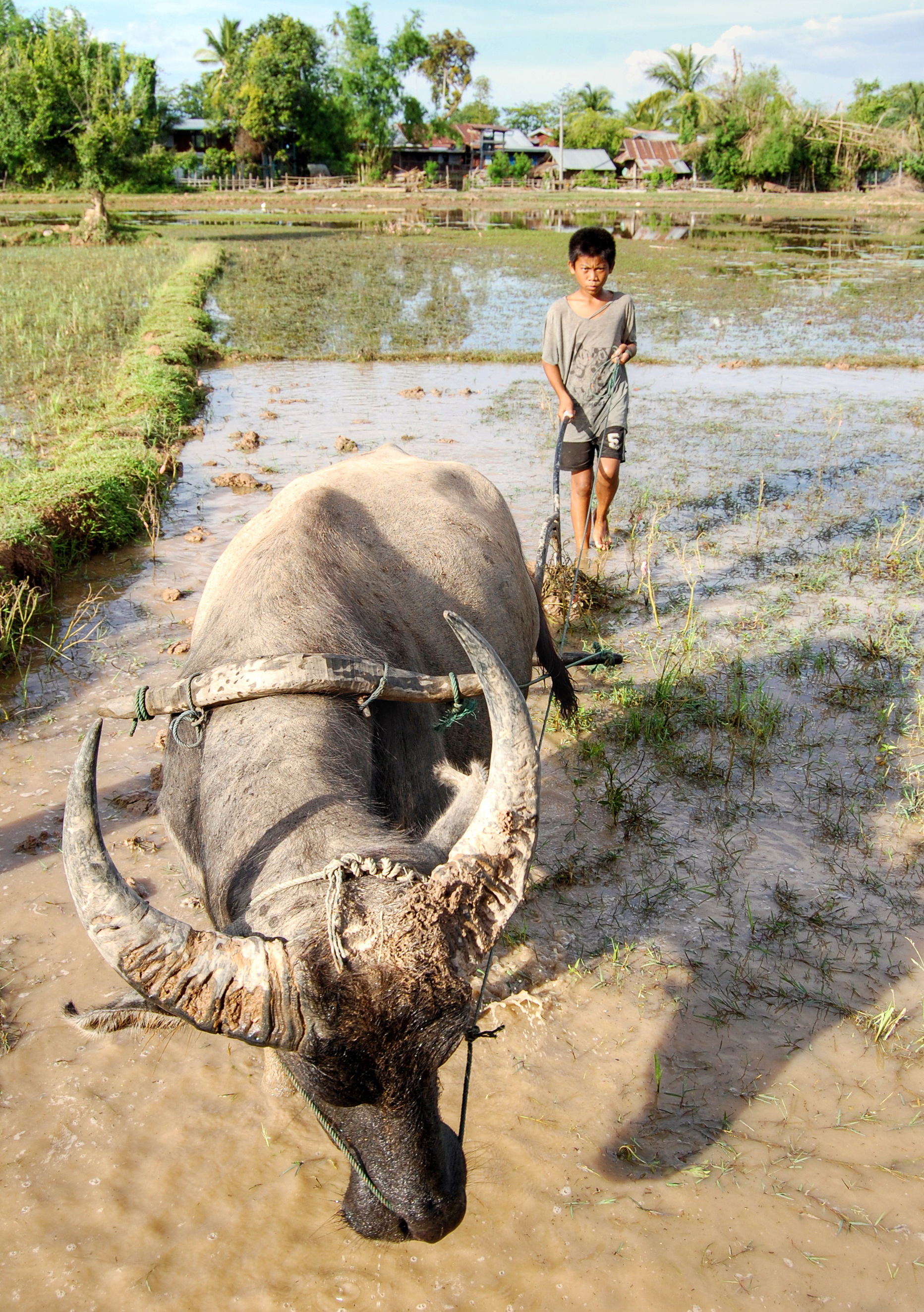
Labour en rizière avec un buffle et une charrue tenue par un enfant, Laos, 2009.

Ces modifications étaient fastidieuses. Aussi, dès qu'on a pu disposer d'équipages de trait suffisamment robustes, on a rajouté à la charrue un second ensemble soc-versoir-coutre orienté différemment ; il suffit alors de basculer la charrue pour amorcer le sillon à la suite. La charrue en est notablement alourdie, ce qui améliore sa tenue dans le sol. La charrue reste dite monocorps (un seul corps travaille à un moment donné).
Il existe plusieurs dispositions : balance, quart-de-tour, brabant à corps opposés, suivant le type de pivotement. On a fabriqué ensuite des charrues réversibles (brabant) à plusieurs corps placés en décalage longitudinal et latéral sur une poutre principale.
Le labour à plat s'est imposé dans toutes les régions du monde avec les grandes cultures industrielles ; il laisse en effet de grandes surfaces uniformes jugées idéales pour l'utilisation de matériel de forte puissance.

### La mécanisation
La mécanisation consiste d'abord en la mise en place de réglages variés. Les premiers tracteurs tiraient les charrues de la même façon que l'auraient fait des animaux de trait. On mit ensuite au point des systèmes d'attelage avec relevage assisté mécaniquement pour les outils lourds. Le train à roues de la charrue est alors supprimé. L'invention du relevage hydraulique trois points par Harry Ferguson en 1919 révolutionna le labour. Il permet une manipulation simple de la charrue et autorise le transfert de charge de l'avant du tracteur, que l'on peut lester, sur l'essieu arrière, ce qui augmente considérablement l'adhérence des roues arrière motrices (il y avait peu de tracteurs à quatre roues motrices à l'époque). Il réduisait à peu l'avantage des tracteurs à chenilles sur les tracteurs à roues pour le labour. Il y est adjoint un contrôle mécanique automatique de la profondeur de travail ou de l'effort. L'ensemble constitue le Ferguson system. Il devient une norme internationale en 1948.

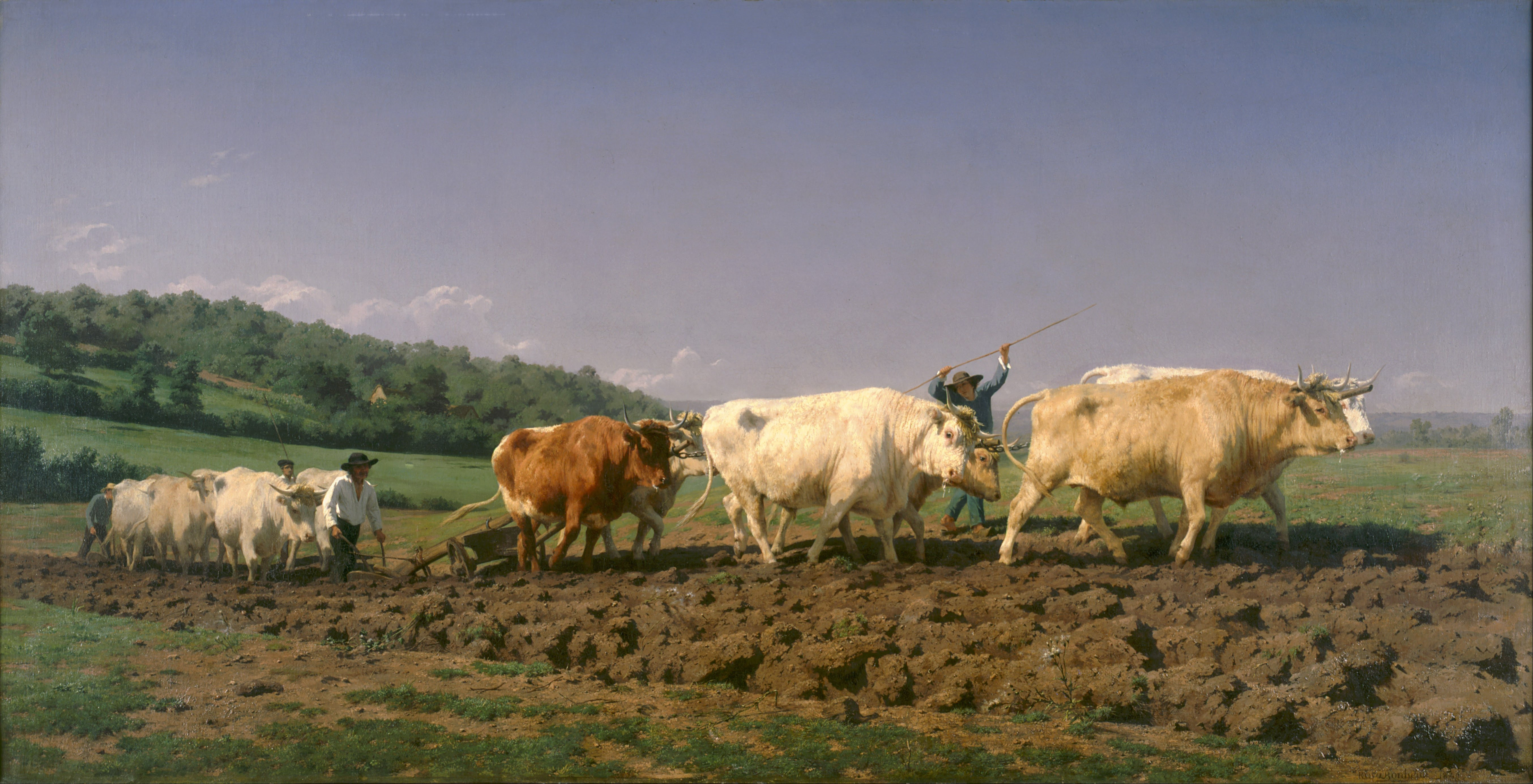
Labourage nivernais de Rosa Bonheur (1849). On plaçait souvent deux jeunes bœufs au labour entre quatre autres pour les habituer au travail. La charrue est déjà un outil complexe avec plusieurs réglages.
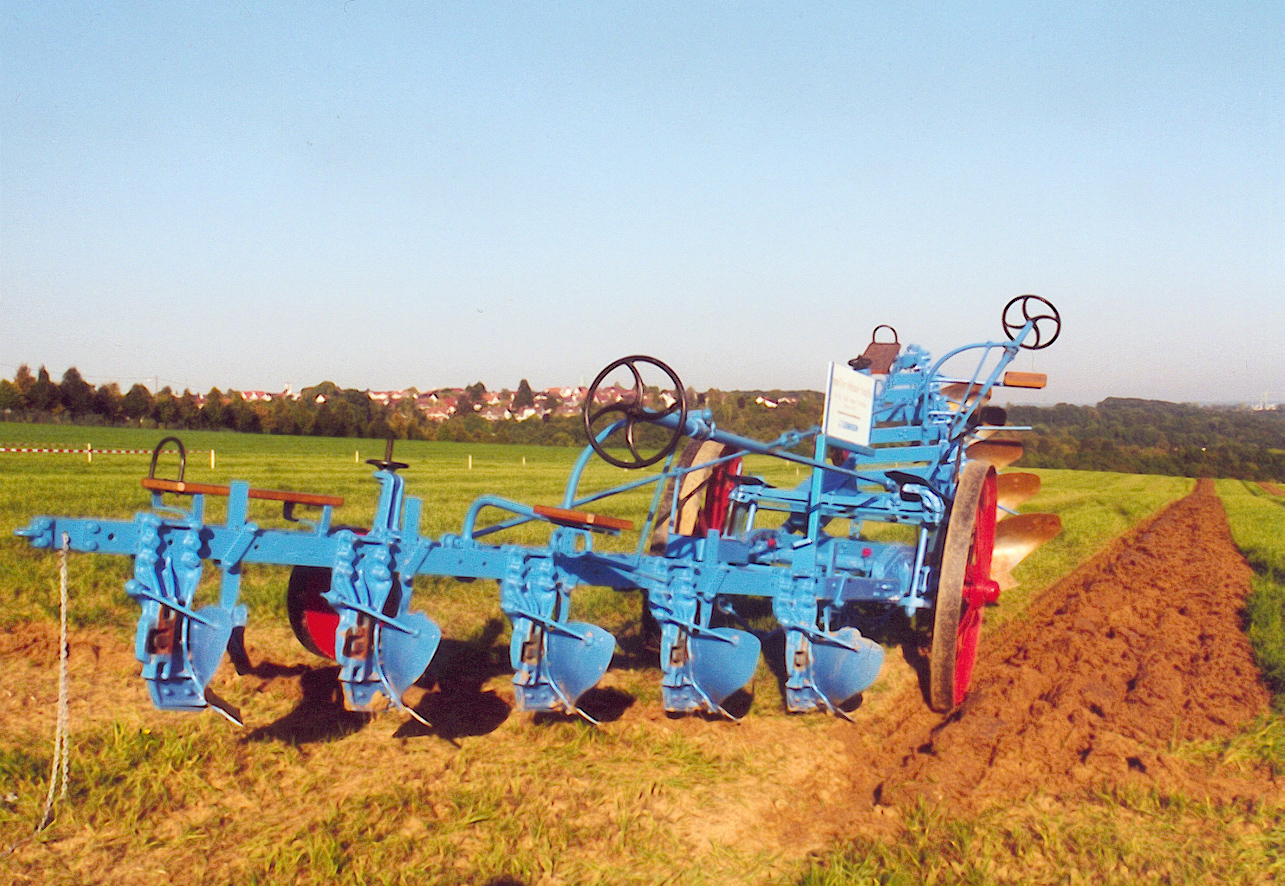
Charrue-balance multisocs (1921). Elle était tirée par un treuil actionné par une locomobile placée en bout de sillon avec une poulie de renvoi à l'autre bout ou bien deux locomobiles. La charrue basculait automatiquement en repartant en sens inverse.
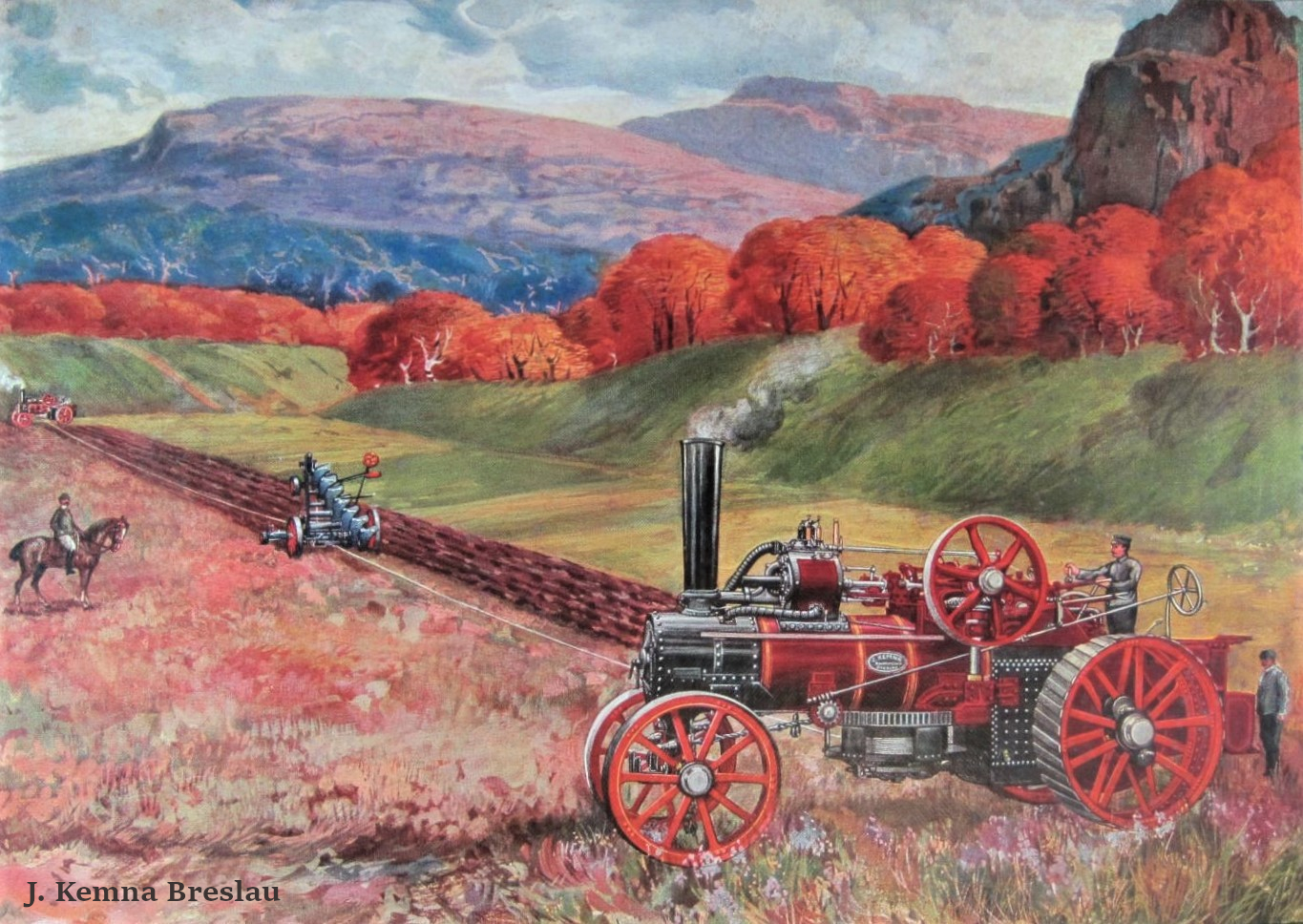
Labour à la charrue balance et au treuil. Illustration promotionnelle du constructeur allemand Kemna Lokomotiven à Breslau, Empire allemand.
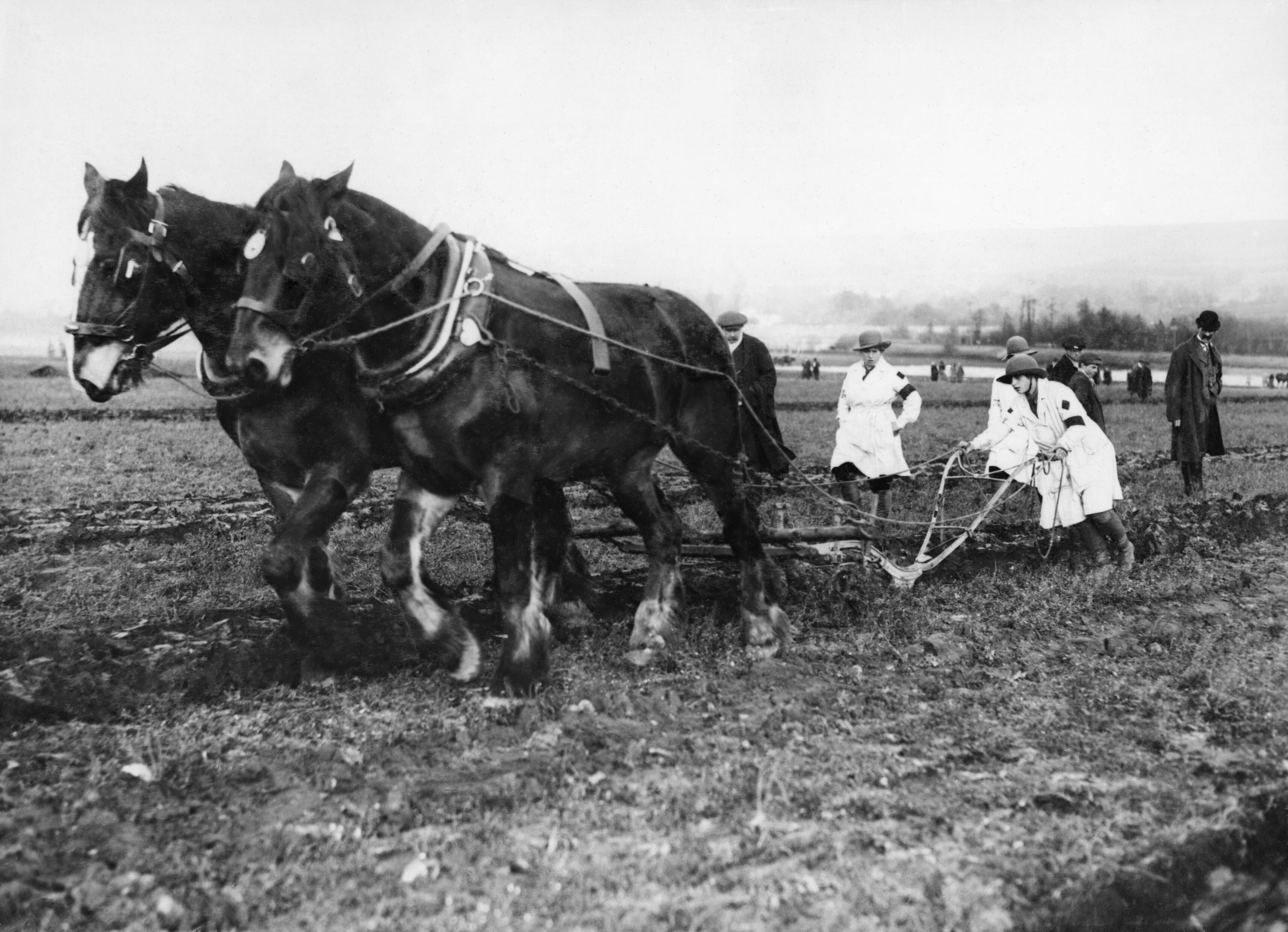
Des landgirls effectuent un labour en planches (Royaume-Uni, 1914). Suivre la charrue au pas rapide des chevaux, la maintenir bien en terre pour compenser l'effort latéral était un travail éreintant.
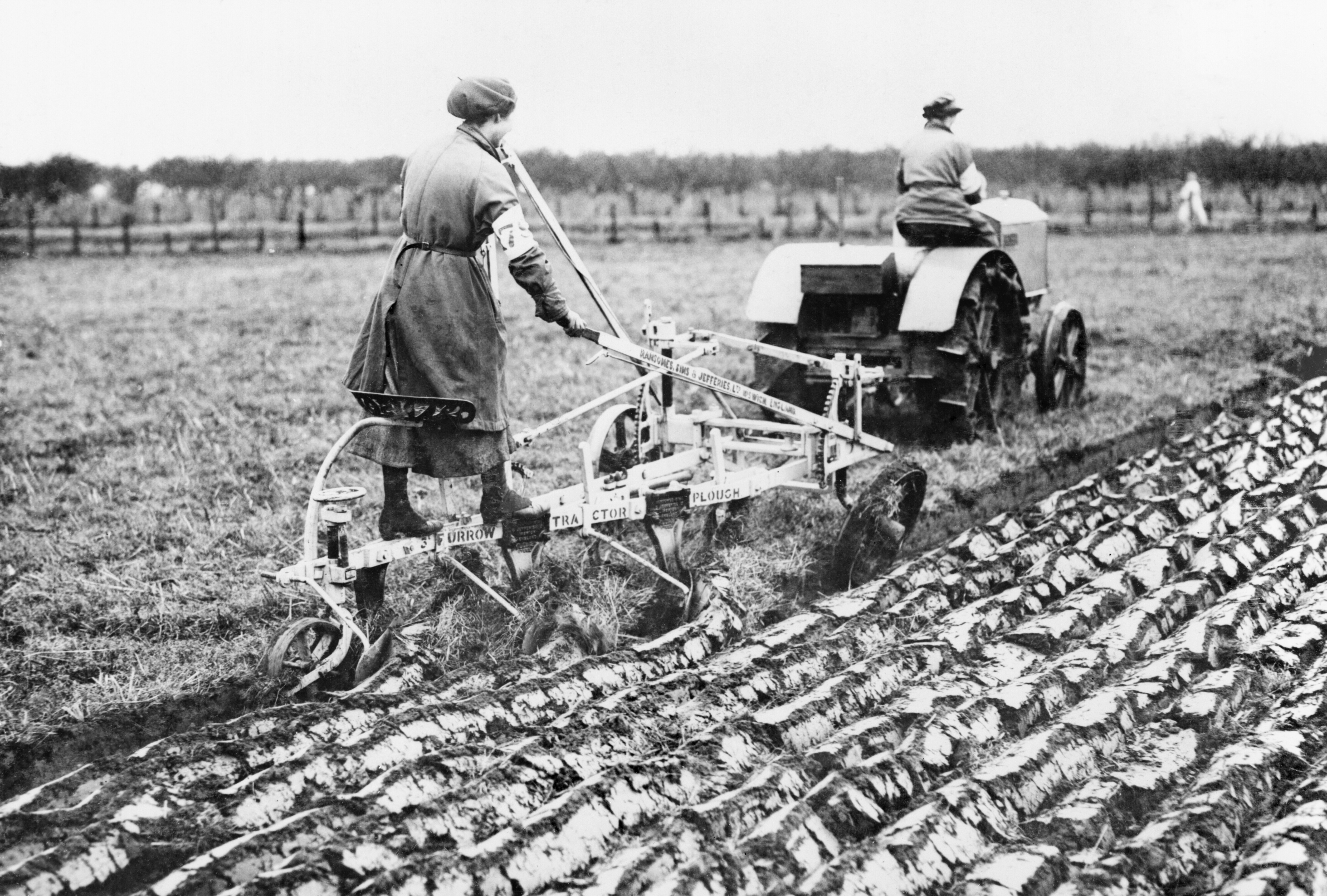
Première Guerre mondiale. La motorisation. Charrue simple à trois corps avec roue de jauge.
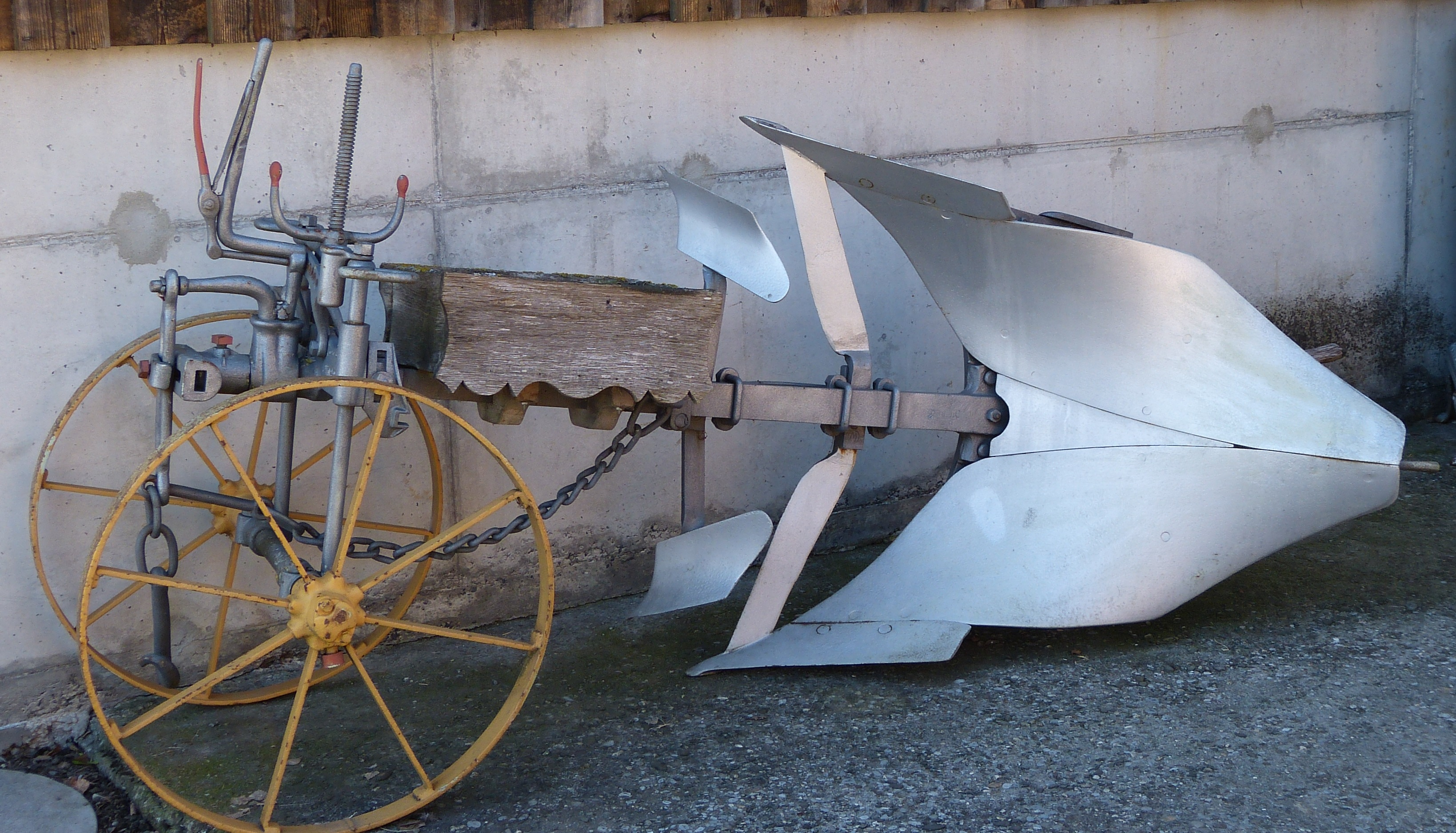
Ancienne charrue brabant, avant-train réglable à potence, rasettes et coutres, Suisse.
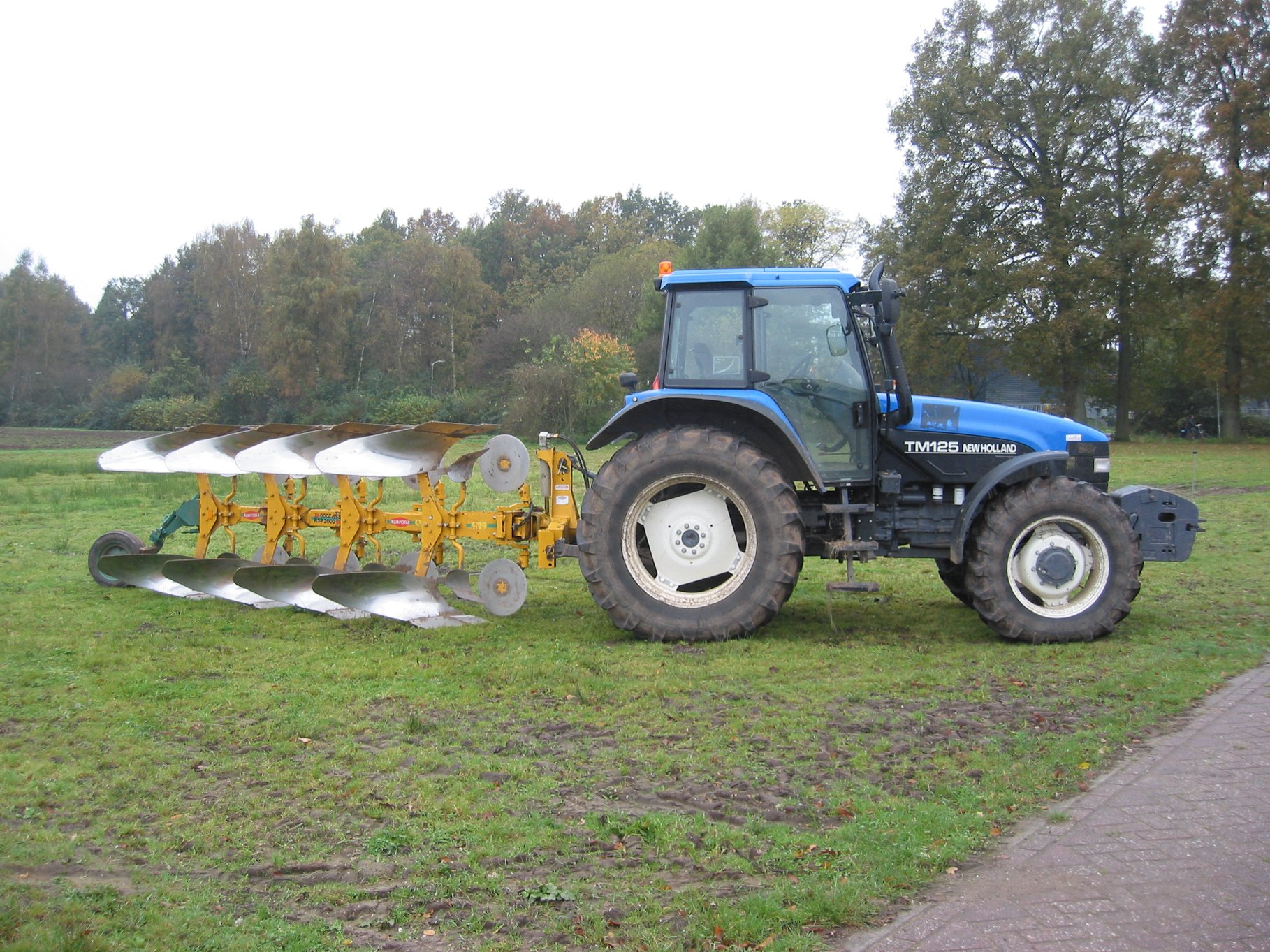
Charrue réversible à quatre corps type brabant à coutres circulaires portée sur relevage trois points (2005).
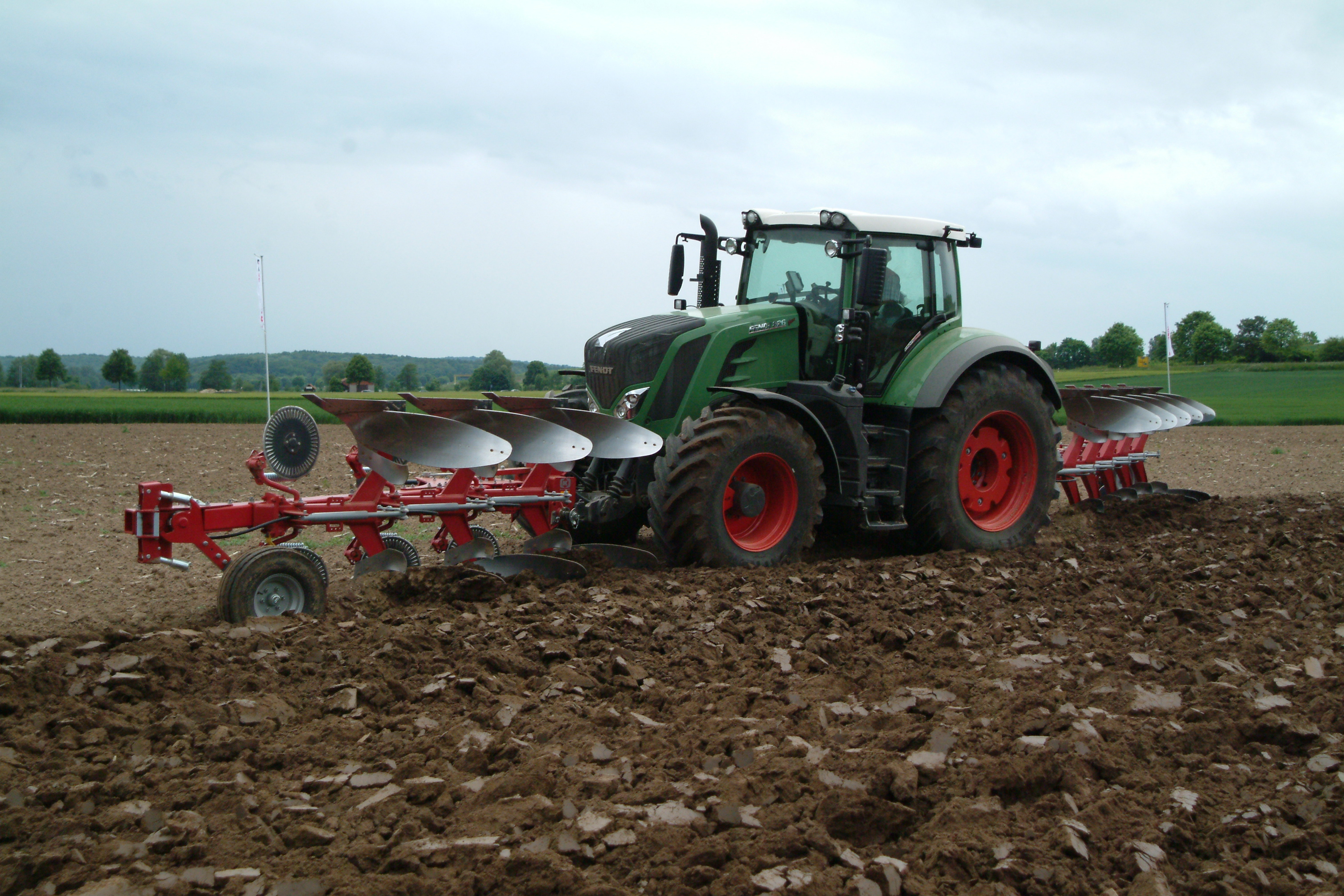
Ensemble de labour : brabant trois corps porté poussé à l'avant du tracteur, brabant cinq corps porté tiré à l'arrière, charrues Kongskilde (2016).
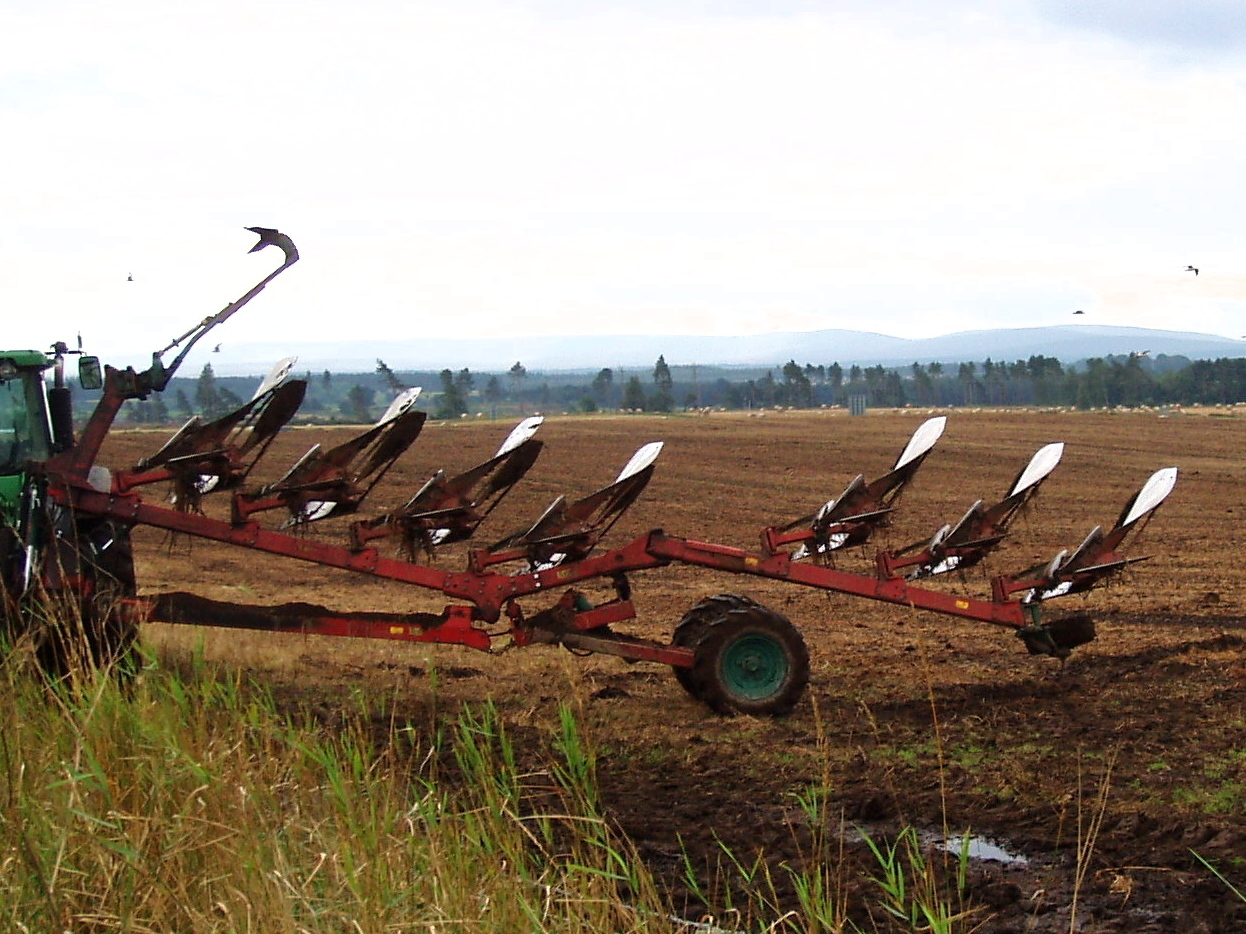
Charrue réversible semi-portée à sept corps en position transport (2008).

#### Charrue Pluchet
La particularité de la charrue Pluchet, exposée au Compa, conservatoire de l'Agriculture, à Chartres, est de présenter un réglage du labour en hauteur et en largeur, réglage qui se fait en conduisant et non en l'arrêtant. Cette charrue, mise au point par Vincent Charlemagne Pluchet en 1829, sera utilisée dans les fermes du plateau de Trappes jusqu'à l'arrivée des tracteurs dans les années 1950.

#### Charrue brabant

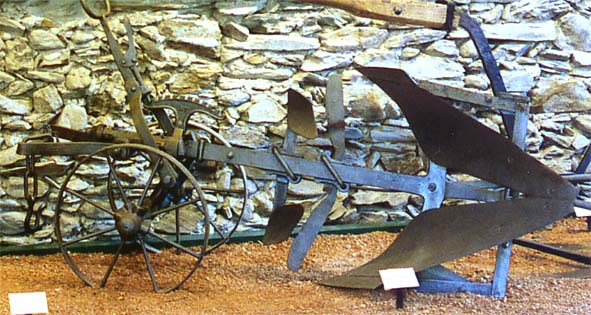
Charrue brabant (réversible) monocorps avec rasettes et coutres ; le sep et le talon du corps supérieur et le réglage de profondeur (au-dessus des roues) sont bien visibles.

Pour faciliter le labour à plat, on arrive à la charrue brabant double. L'instrument est composé de deux corps de charrue superposés que le cultivateur, à l'aide d'une poignée, fait pivoter de 180° ou de 90° (cas du brabant dit quart de tour) autour de l'axe quand il arrive à l'extrémité des raies. On se retrouve donc avec deux coutres, deux socs, deux versoirs et deux rasettes. L'avant-train automatique avec chaîne de traction lissant la profondeur de travail et régulateur de direction entraîne la suppression des mancherons, réduits le plus souvent à de simples poignées. Elles sont cependant lourdes à retourner à la main.

## Charrues contemporaines

### Description d'une charrue simple

Charrue simple portée.
1. Age (ici courbé en étançon)
2. Système d'attelage
3. Dispositif de réglage
4. Coutre
5. Pointe
6. Soc
7. Versoir avec queue de versoir

La charrue à versoir (parfois improprement dénommée « charrue à soc ») actuelle est fabriquée en acier et composée d'un bâti qui comprend les pièces de liaison et le système d'attelage et d'un ou plusieurs corps de labour rassemblant chacun les pièces travaillantes.

#### Bâti, age
Sur une charrue simple, le bâti est constitué par l'age, pièce longitudinale horizontale qui supporte les autres pièces, dont les étançons, fixés perpendiculairement à l'age et auxquels sont fixées les pièces travaillantes. Il comprend également l'avant-train qui était à l'origine un petit chariot et qui se limite souvent à notre époque au système d'attelage (cas des charrues portées) ainsi qu'éventuellement des roues de soutien, servant au transport ou au réglage de la profondeur de travail (terrage), et le système de sécurité. Dans le cas des charrues multi-socs, le bâti supporte plusieurs ages fixés par des entretoises. Chaque age supporte un corps de labour.

#### Corps de labour, étançons
Le corps de labour est à l'origine principalement composé du soc, prolongé du versoir, et du coutre. Il peut être complété par une pointe et une rasette, qui est une sorte de corps de labour en réduction et dont le rôle est essentiel d'un point de vue agronomique. Les pièces travaillantes sont fixées sur des étançons verticaux ou courbés généralement par l'intermédiaire de seps. Le coutre et son étançon peuvent être forgés d'une seule pièce. Rasettes et coutres peuvent être facilement démontés si leur présence n'est pas nécessaire.

#### Coutre
Le coutre a pour fonction de découper verticalement la bande de terre, c'est un élément optionnel sur les charrues actuelles. Placé au-dessus et légèrement en avant du soc, il est fixé sur l'age au moyen d'un étançon. C'est généralement une lame droite, mais il existe aussi des coutres circulaires en forme de disque tranchant de diamètre 500 ou 600 mm, plus adaptés aux labours de prairie ; dans certains cas, le coutre est remplacé par un aileron vertical soudé sur le soc, la pointe ou le contre-sep ; ce système équipe désormais les grandes charrues multicorps modernes.

#### Soc
Le soc a pour fonction de couper horizontalement la terre au fond de la raie. Cette découpe est réalisée par l'arête tranchante, située sur le plus long côté de cette pièce trapézoïdale. Le soc est réalisé en acier traité (acier trempé au manganèse et/ou bore), il peut comporter un traitement de surface complémentaire : acier cémenté, renforcé au carbure de tunsgtène, acier triplex. Il peut être équipé à l'avant d'une pointe remplaçable ou d'un carrelet (ou barre) réglable en fonction de l'usure.
En jardinage avec motoculteurs ou microtracteurs, il existe des socs de 6, 7, 8, 10 ou 12 pouces. Une charrue monosoc de 10 pouces travaillant à environ 20 cm de profondeur exige une puissance de traction d'environ 12 chevaux.
En grandes cultures, on a des socs de 12, 14, 16 ou 18 pouces. Une charrue à cinq socs de 14 labourant à 25 cm de profondeur nécessite 130 chevaux au moins (1 pouce = 2,54 cm).

#### Pointe

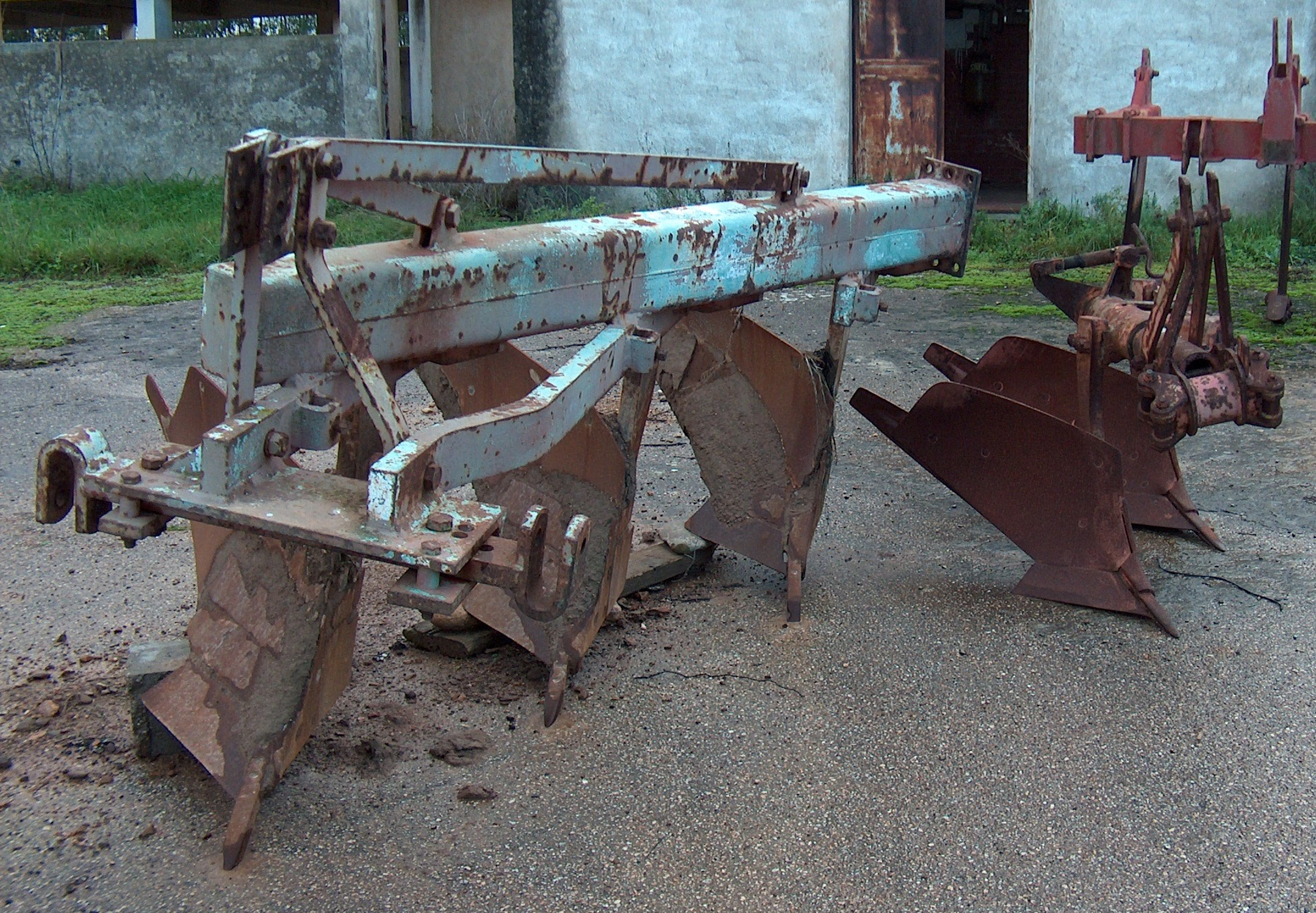
Deux charrues simples avec pointes-barres et queues de versoir.

La pointe est une pièce d'usure optionnelle (elle n'était pas présente sur les charrues anciennes) placée en avant du soc facilitant l'entrée et le maintien en terre de la charrue. Les pointes plates sont fixées sur le soc et généralement réversibles. Plus rarement la pointe fait partie du soc.
Les pointes-barres (ou carrelets) sont fixées directement sur le sep. Un ensemble de crans permet d'avancer la barre au fur et à mesure de son usure et éventuellement de la retourner. Les barres sont préférées pour leur solidité, s'il y a présence de rocs ou de racines d'arbre et de préférence avec un système de sécurité permettant l'escamotage automatique du corps de labour (voir infra Sécurité non-stop).

#### Versoir

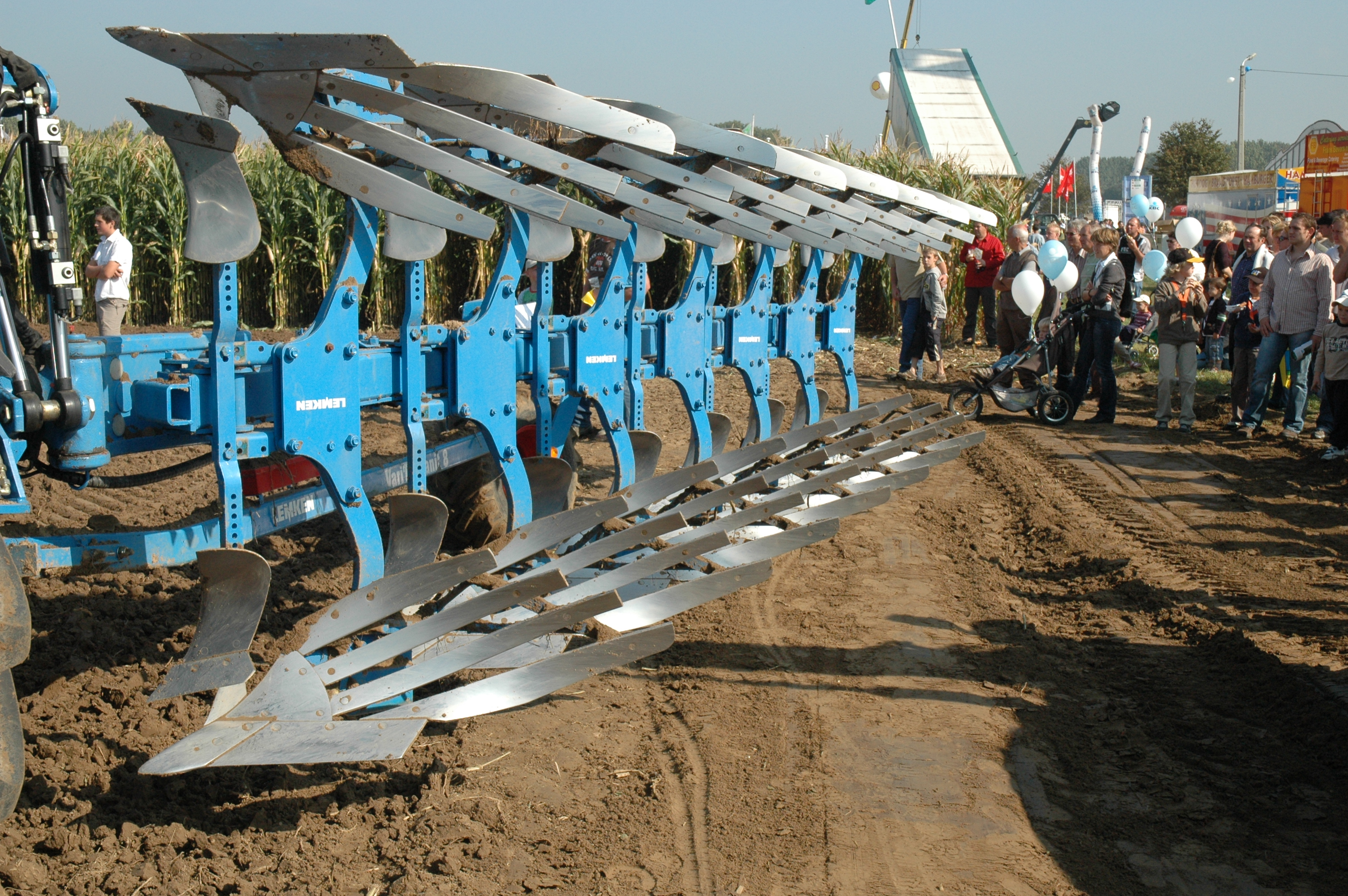
Charrue sept corps à versoirs à claire-voie, pointes plates et coutres remplacés par des ailerons verticaux fixés au niveau de l'étrave. Le versoir à claire-voie s'impose en terre très collante.

Le versoir a pour fonction de soulever et retourner la bande de terre. Il est fixé dans le prolongement du soc. C'est une lame incurvée soumise à une usure importante, généralement réalisée en acier résistant à l'usure. Il existe plusieurs formes de versoir : hélicoïdal, cylindrique ou mixte hélico-cylindrique. Il existe aussi des versoirs à claire-voie pour terres lourdes. Il peut être complété par une queue (ou prolonge) de versoir parachevant le retournement.

#### Rasette

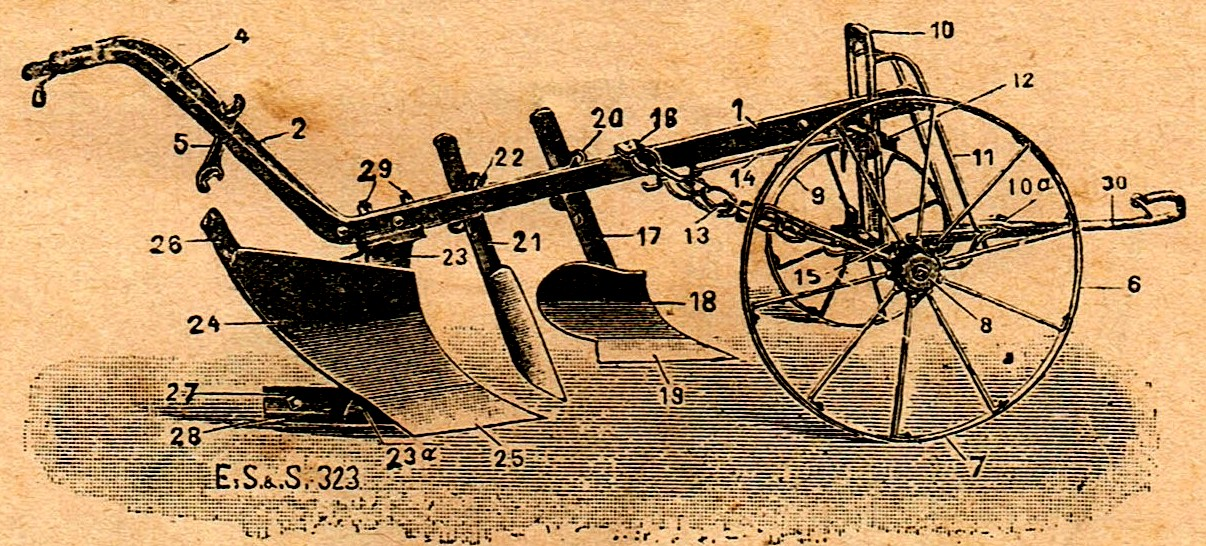
Autres éléments : 1 : age ; 2-4 : mancherons ; 10 à 14 : système régulateur avec potence et chaîne de traction ; 18 : versoir de rasette ; 19 : soc de rasette ; 17-21-23 : étançons ; 20-22-29 : fixations d'étançons souvent réglables ; 26 : queue de versoir ; 23a : sep ; 27 : contre-sep ; 28 : talon.

La rasette a pour fonction de découper une bande de terre superficielle et de la placer dans le fond du sillon précédent, avant le passage du corps principal. Cette bande de terre annexe se retrouve ainsi sous la bande principale retournée par le versoir. Cela permet d'enfouir les résidus organiques, tels le fumier ou les résidus de culture, ainsi que les mauvaises herbes et régularise l'aspect du labour. Cet enfouissement est plus ou moins profond suivant le type et la position de la rasette. La surface de labour est ainsi plus régulière et plus nette, ce qui facilite le semis. Sur les charrues actuelles, suivant la végétation à enfouir, les rasettes peuvent être omises et remplacées ou au contraire complétées par une lame spéciale ou déflecteur fixée sur le versoir

#### Sep

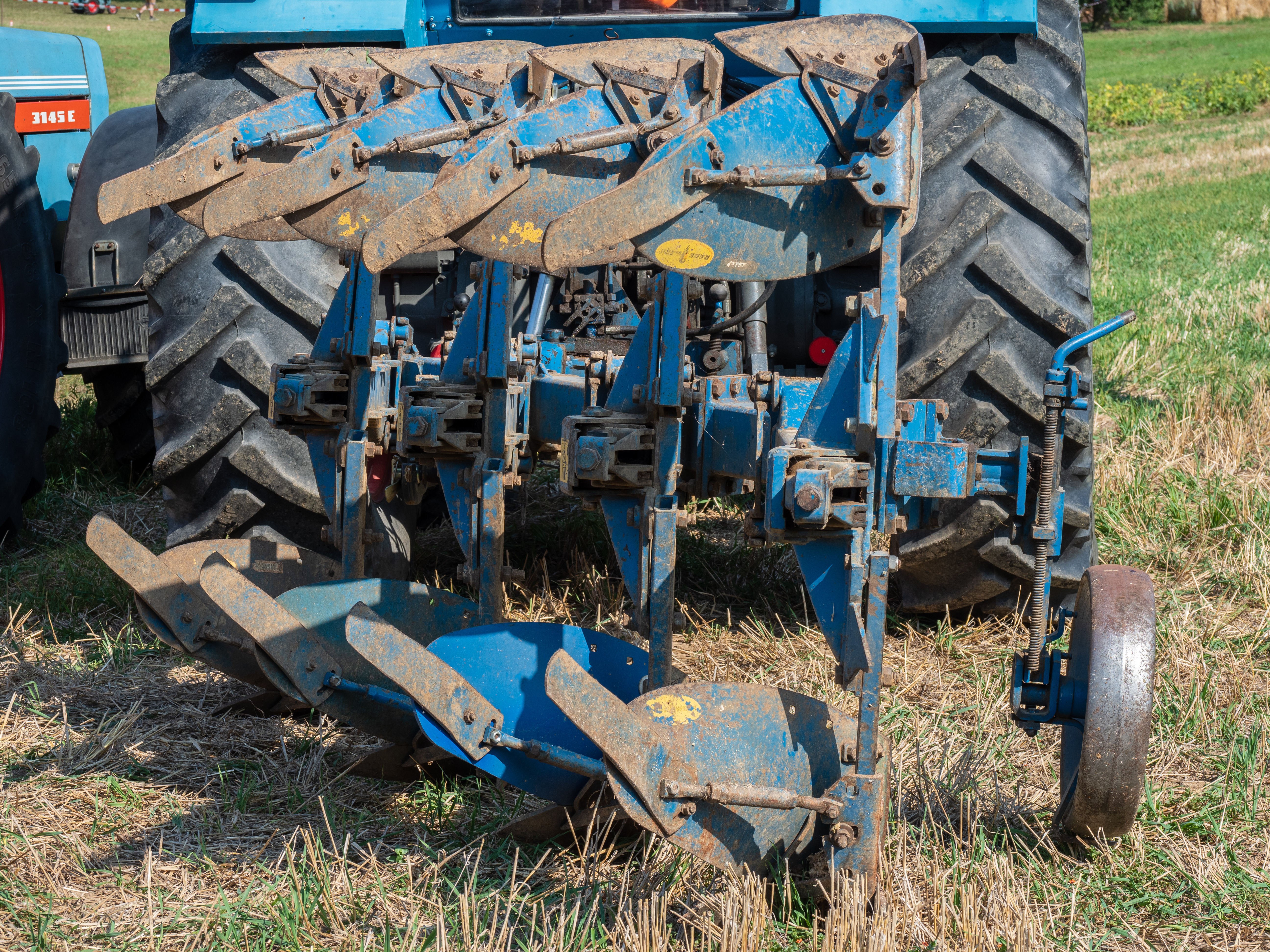
Vue arrière de corps de labour montrant en particulier les seps. Sur chaque sep sont fixés le soc, le versoir, le contre-sep et la chandelle maintenant le versoir et la queue de versoir. Le talon est absent mais il y a une roue de terrage.

Soc et versoir sont fixés solidairement sur une pièce complexe, le sep, elle-même fixée sur l'étançon vertical. Le sep maintient ensemble sans jeu versoir, étrave, soc, contre-sep et éventuellement la pointe et le talon. Sep et étançon étaient autrefois confondus et cette configuration moins robuste favorisait les bris de versoir ou de soc.

#### Contre-sep et talon
Le sep peut être doté d'un contre-sep, pièce d'usure glissant le long de la muraille.
À l'extrémité du sep du dernier ou des deux derniers corps de labour se trouve le talon, pièce d'usure éventuellement réglable. Le talon est optionnel lorsque la charrue dispose d'une roue de terrage. Le positionnement du talon par rapport à l'ensemble de la charrue (talonnage) a pour but d'assurer l'horizontalité de la machine. Sur une charrue simple celle-ci peut néanmoins être volontairement altérée selon la nature du sol pour favoriser l'entrure de la machine en terre ou au contraire la limiter, ce qui diminue la puissance de travail exigée.

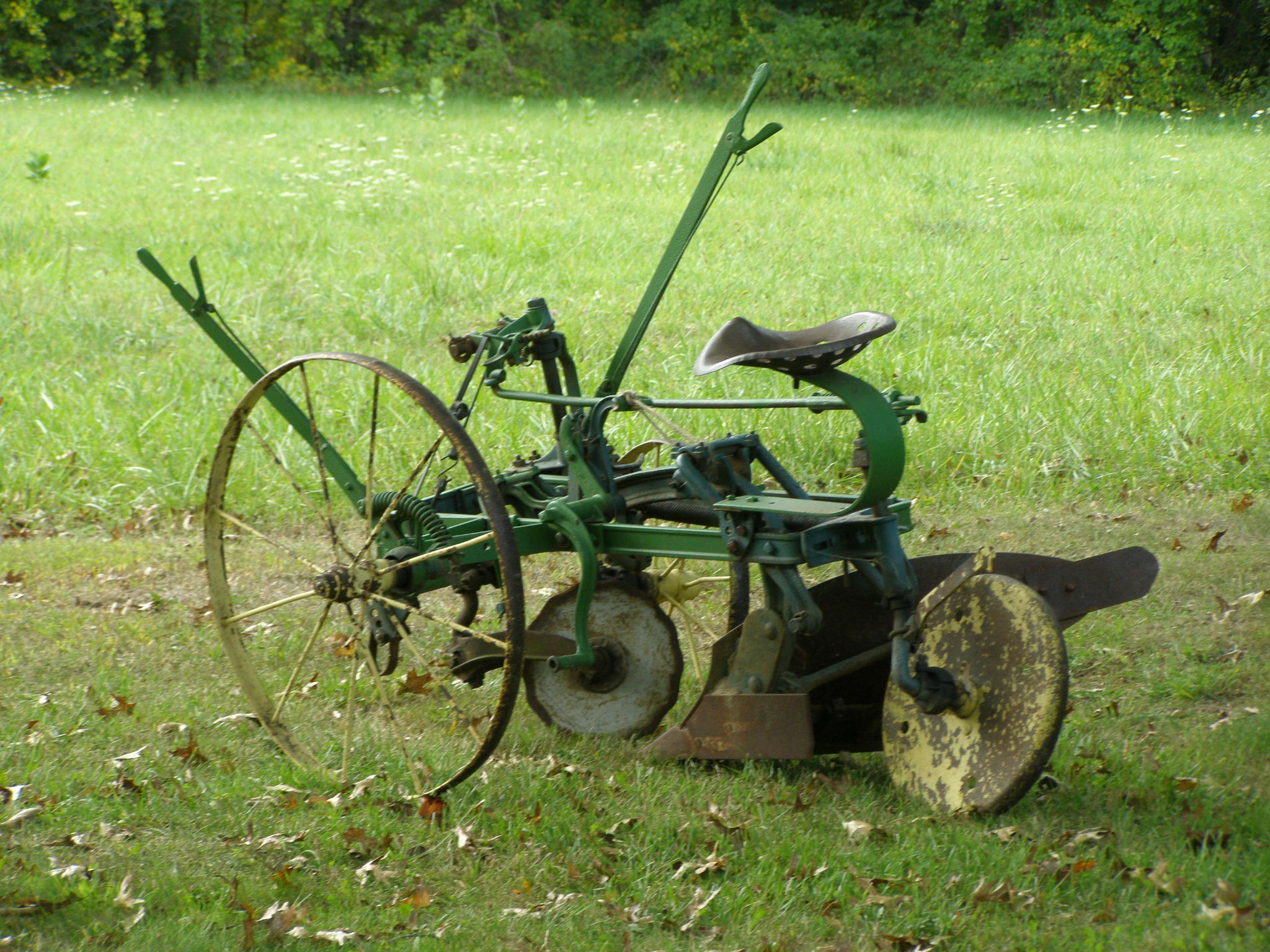
Charrue simple à avant-train dissymétrique facilement réglable (grands leviers), coutre circulaire et siège. La forte roue de terrage, le contre-sep et le poids du conducteur permettaient de compenser l'effort latéral. La charrue et le siège restaient horizontaux au travail. Peut-être une des premières John Deere entièrement en acier et fonte ; États-Unis.

Ils assurent la stabilité de la charrue contre la muraille (compensation de la résultante d'effort latéral) et en fond de raie.

#### Régulateur

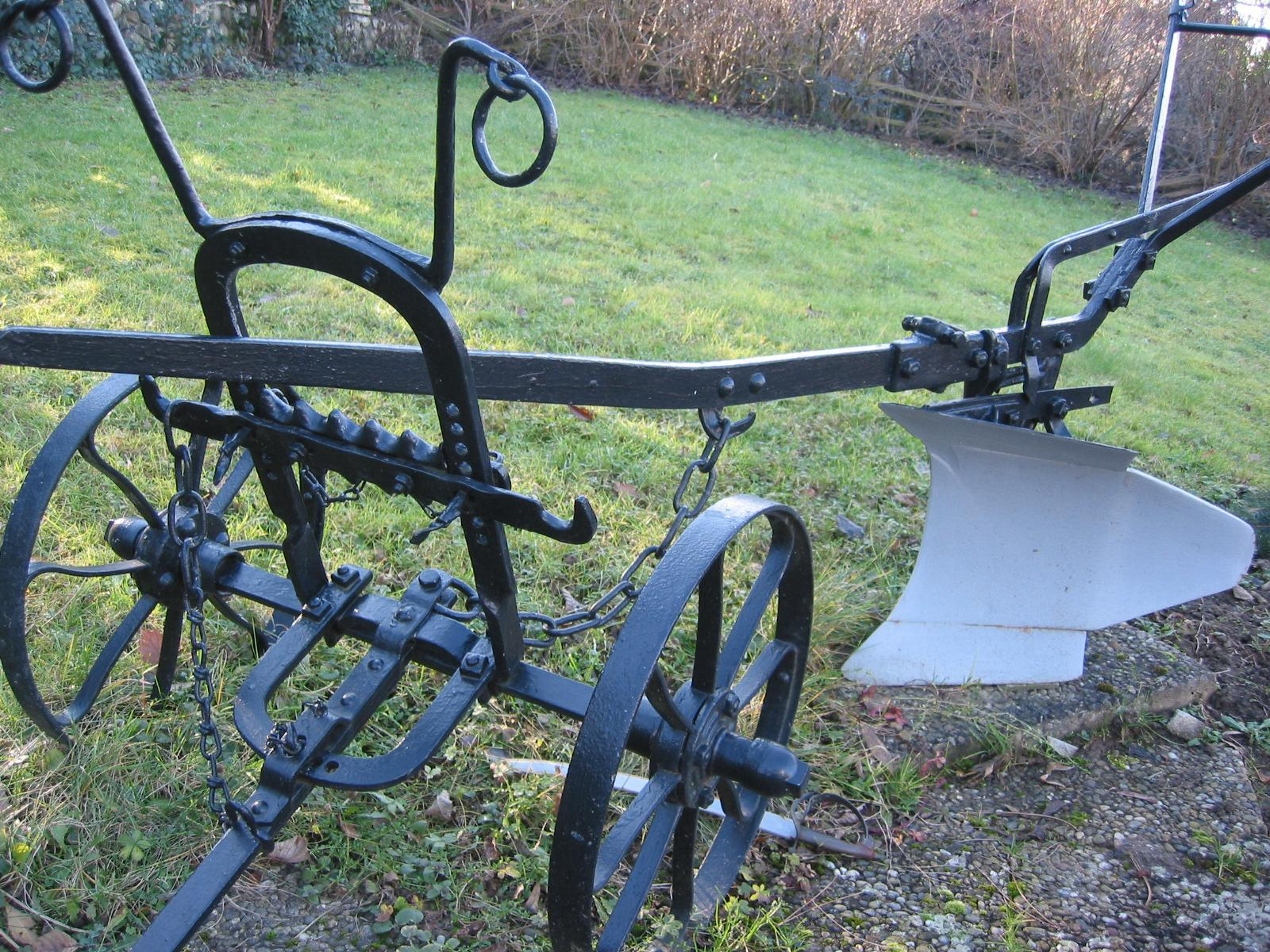
Au premier plan, régulateur d'une charrue Eberhardt (1935).

Les charrues à traction animale sont pourvues d'un système placé au-dessus des (ou de la) roues permettant de régler et de limiter la profondeur de travail : (longueur de la chaîne de traction et hauteur du support d'age sur la potence) ainsi que la largeur de labour (support d'age cranté et chaîne latérale) -illustration centrale-. Une amélioration décisive de ce système avait été réalisée par Mathieu de Dombasle. Le régulateur ne dispensait pas de l'appui orienté du laboureur sur les deux mancherons.
Sur les charrues modernes la régulation de profondeur est assurée automatiquement ou non par le système hydraulique du tracteur (Ferguson system, voir Attelage trois-points).

#### Roue de terrage

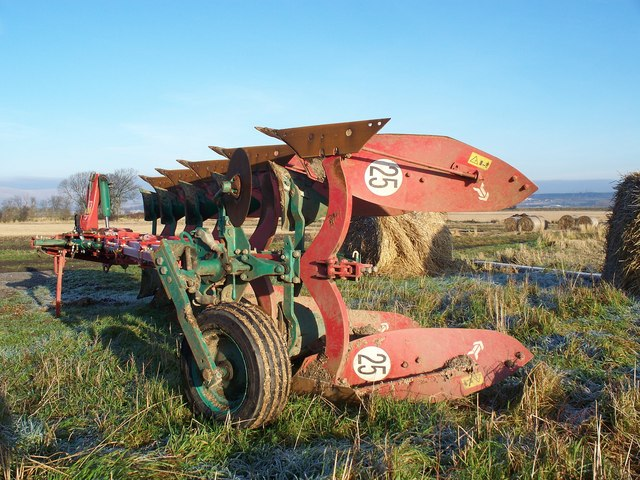
Charrue Kverneland avec sa roue de terrage au premier plan. La roue se replace automatiquement du côté des corps de labour opposés lors du retournement. En haut : contre-sep réversible.

La ou les roues de labour complètent le contrôle de la profondeur de labour. Elles sont souvent jugées indispensables pour les charrues comprenant plus de trois corps de labour mais peuvent être escamotées. Elles peuvent aussi assurer le transport de la charrue en mode semi-porté.
Traditionnellement, l'avant-train des charrues était réglable en hauteur et définissait la profondeur de travail. Une roue placée à l'arrière ou roue de terrage ou de jauge peut compléter le dispositif et est plus efficace qu'un simple talon.
Les charrues à disques, qui ne possèdent ni sep ni contre-sep, nécessitent obligatoirement une roue de terrage compensant aussi la poussée latérale de la charrue. Il s'agit généralement d'un disque plat en position oblique.

### Particularités et options

#### Charrue varilarge
La charrue varilarge (nom déposé), une option de plus en plus présente sur les charrues actuelles, permet de varier la largeur de labour de chaque soc. Généralement, une charrue varilarge peut permettre d'aller de 12 à 20 pouces. Le réglage est fait hydrauliquement depuis la cabine, ce qui permet d'ajuster la largeur du labour pendant l'utilisation. Les buts sont multiples : adapter la charrue à la puissance du tracteur, pouvoir finir une parcelle en bordure, récupérer des zigzags, éviter un obstacle ou encore finir proprement des parcelles non rectangle.

#### Amortissement ou systèmeoptidrive
L'amortissement ou système optidrive (nom déposé) est un système d'amortissement entre la liaison tracteur et le corps de la charrue. Bloqué pendant le travail, ce système devient actif pendant les manœuvres en amortissant les à-coups.

#### Sécurité non-stop hydraulique
La sécurité non-stop hydraulique est réglable depuis le tracteur. Ce système permet d'adapter la pression de rupture (50 à 150 bars) à la pointe du soc (de 600 kg à 2 500 kg). En sol léger, on utilisera une force de déclenchement faible afin d'éviter de remonter des pierres en surface.

#### Autres systèmes
Parmi les autres systèmes, on trouve le système de recentrage automatique en bout de parcelle.

### Charrues spécialisées

#### Vigneronne
La vigneronne comporte deux ou quatre corps opposés à plat pour repousser la terre sur le rang.

##### Décavaillonneuse
La décavaillonneuse est le type contraire au précédent. Elle permet de labourer entre les arbres ou les souches de vigne et de ramener la terre vers le milieu de l'entre-rang. Ces charrues sont le plus souvent montées sur un support à une roue, avec des mancherons dissymétriques pour pouvoir passer le long des arbres (l'un des mancherons se trouve normalement placé dans le prolongement de l'age). Elles sont peu stables et réclament beaucoup d'expérience de la part de leurs utilisateurs, dont certains avaient trouvé l'astuce de fixer une planchette de fer sur un côté de l'age afin de faire contrepoids au soc. Les décavaillonneuses modernes peuvent comporter un système de retrait automatique pour éviter d'endommager les ceps.

#### Charrue défonceuse

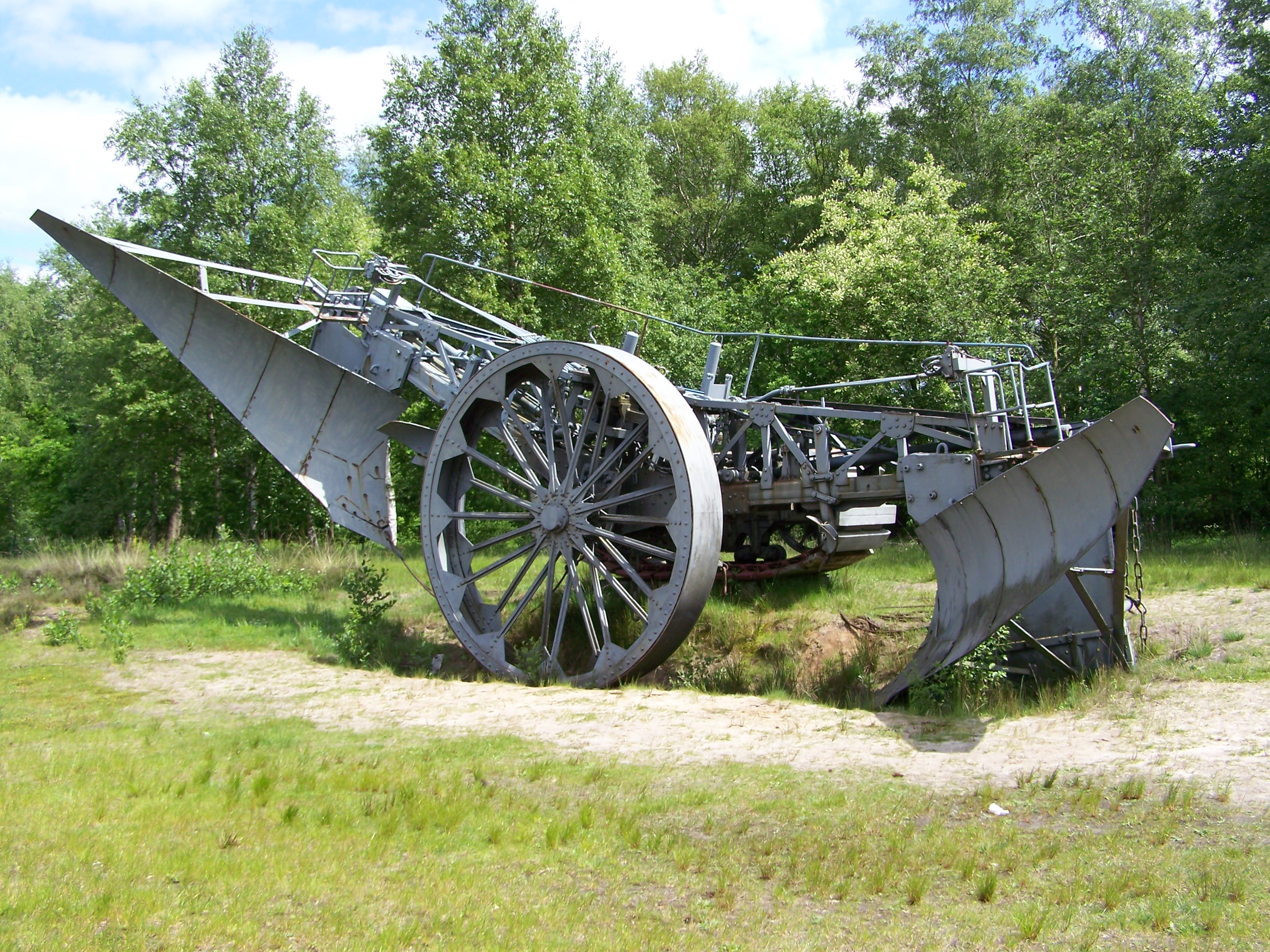
Charrue défonceuse à balance utilisée autrefois pour la mise en valeur des marais de l'Emsland, Allemagne.

Les charrues défonceuses, souvent monosoc, sont généralement constituées d'un corps surdimensionné permettant de travailler à 40 cm de profondeur et plus. On les utilise éventuellement pour casser une semelle de labour ou pour ameublir en profondeur une terre destinée à recevoir des plantations telles qu'une vigne ou un verger. Ces charrues ont d'abord existé sous la forme de charrues-balance (ou charrues à balancier) tractées au treuil par des locomobiles.

#### Charrue fossoyeuse
Type proche du précédent, la charrue fossoyeuse est une charrue adaptée à la création ou à l'entretien de fossés.

#### Bineuse universelle
Vers 1900, on fabrique des « bineuses universelles », par exemple la bineuse Plissonnier, dont le bâti permet toutes les transformations : on peut y adapter notamment un corps de butteur, de tourne-oreille, de bisoc, d'arrache-pommes de terre, de râtisseuse, ce qui autorise les petites fermes à acquérir un équipement complet, en particulier en viticulture.

## Fonctionnement

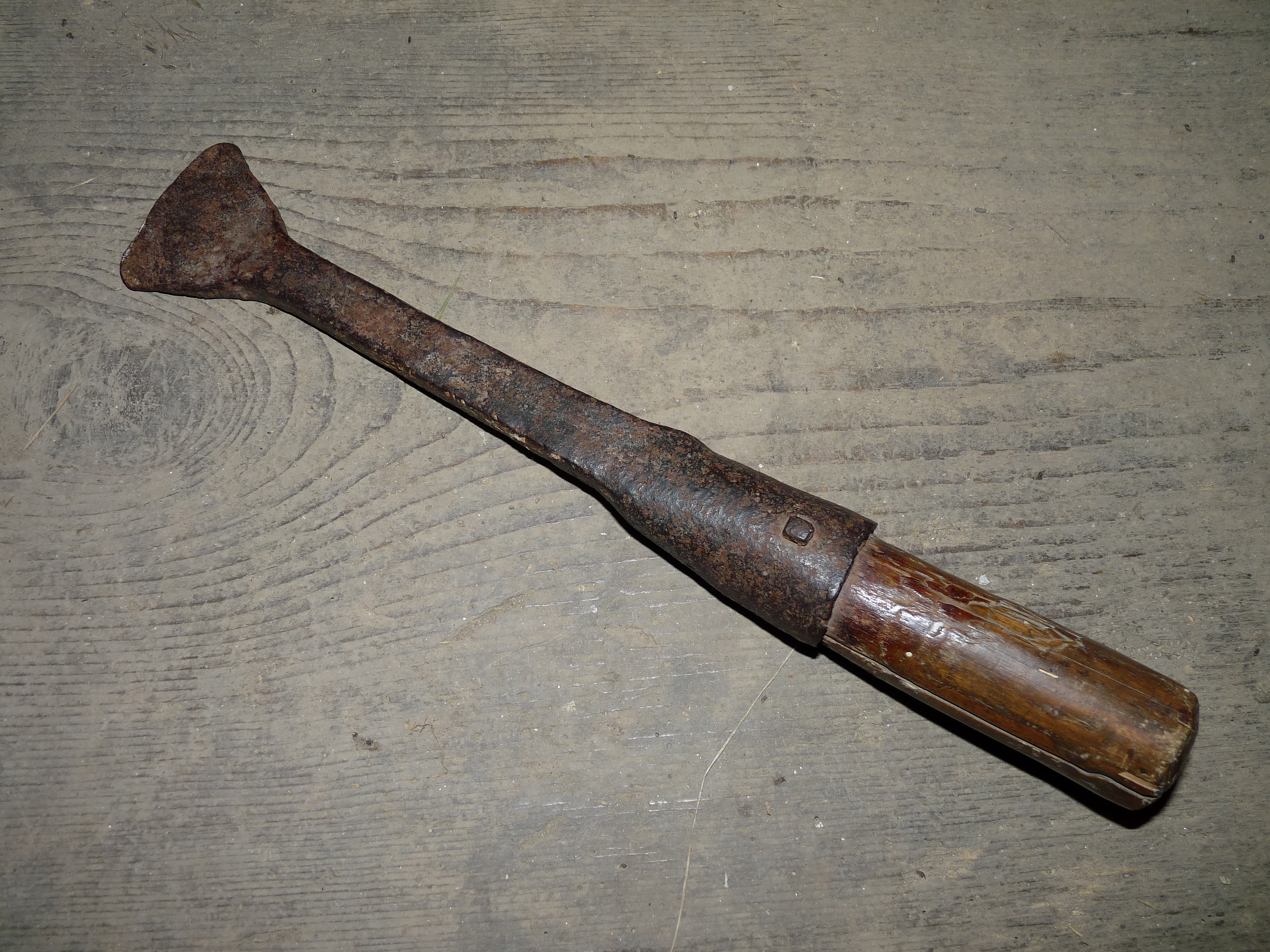
Outil permettant de nettoyer socs et versoirs de charrues en terre collante, République tchèque, 2011.

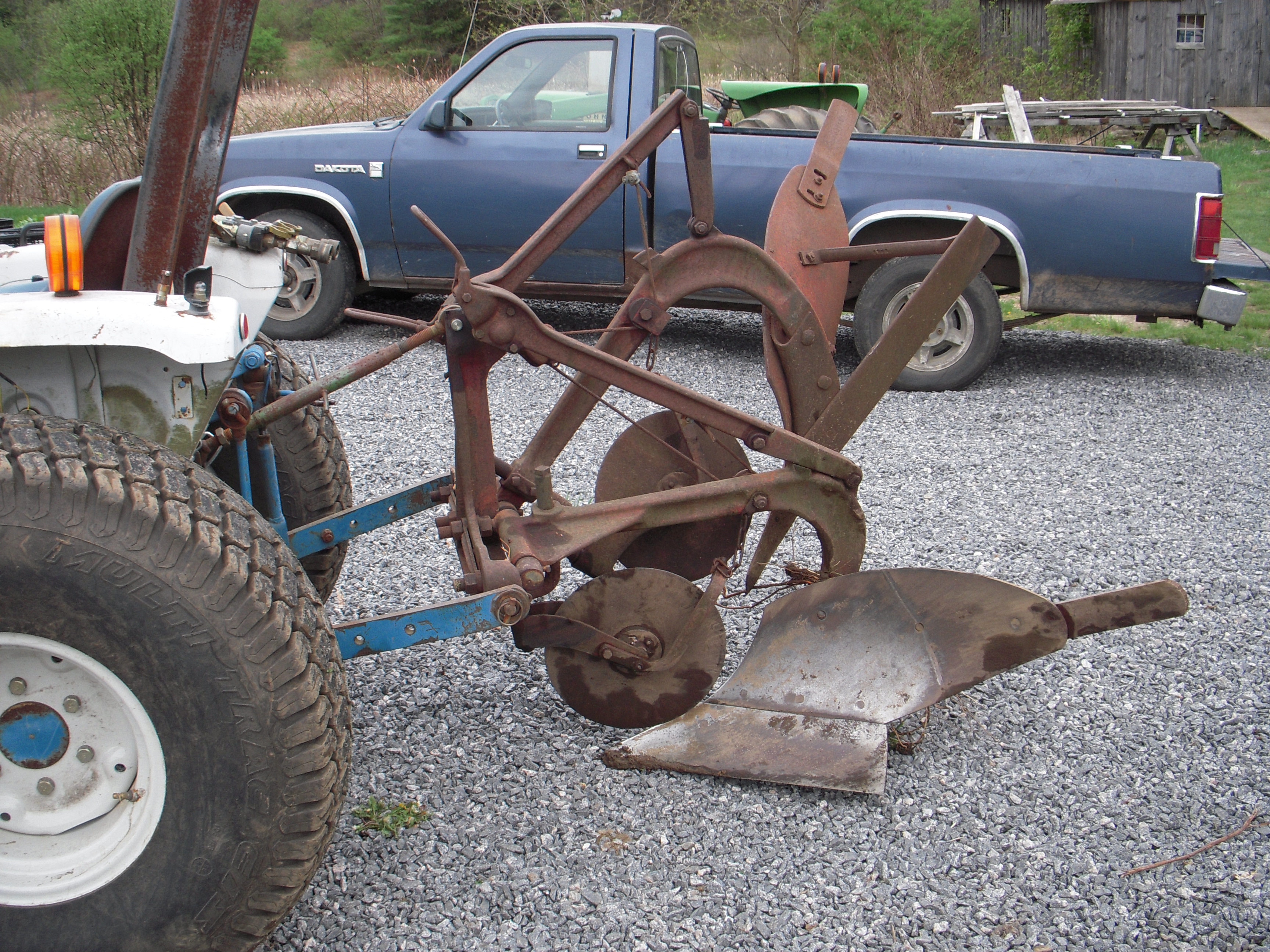
Charrue réversible alternative. En bout de sillon on relève le corps travaillant et on abaisse l'autre. Sur les charrues actuelles le retournement à 180° est largement dominant. Les versoirs sont équipés de queues de versoirs.

La largeur de travail d'un corps de charrue correspond à la distance, mesurée perpendiculairement à l'avancement, qui sépare deux passages du contre-sep ou le passage de deux contre-seps de corps voisins ; elle est habituellement mesurée en pouces (1 pouce = 2,54 cm). Il existe des corps principalement étudiés pour travailler en 12, 14 et 16 pouces pour les grandes cultures. Classiquement, le tracteur travaille avec les roues d'un même côté dans la dernière raie de labour. Cependant dans le cas de charrues très larges ou avec des tracteurs à chenilles ou à pneus larges il peut être commode de placer le tracteur complètement ou en partie hors-raie.

### Retournement
Les charrues modernes sont le plus souvent réversibles : lorsqu'on a creusé un sillon dans un sens et qu'on va parcourir le champ dans l'autre, il est nécessaire, pour un labour à plat, que la terre reste déportée dans la même direction que celle du sillon précédent, et donc cette fois-ci dans le sens inverse par rapport à l'avancement. La charrue, dont chaque corps est doublé par son équivalent symétrique, est relevée et retournée à l'aide du système hydraulique du tracteur. On connait cependant différents systèmes :

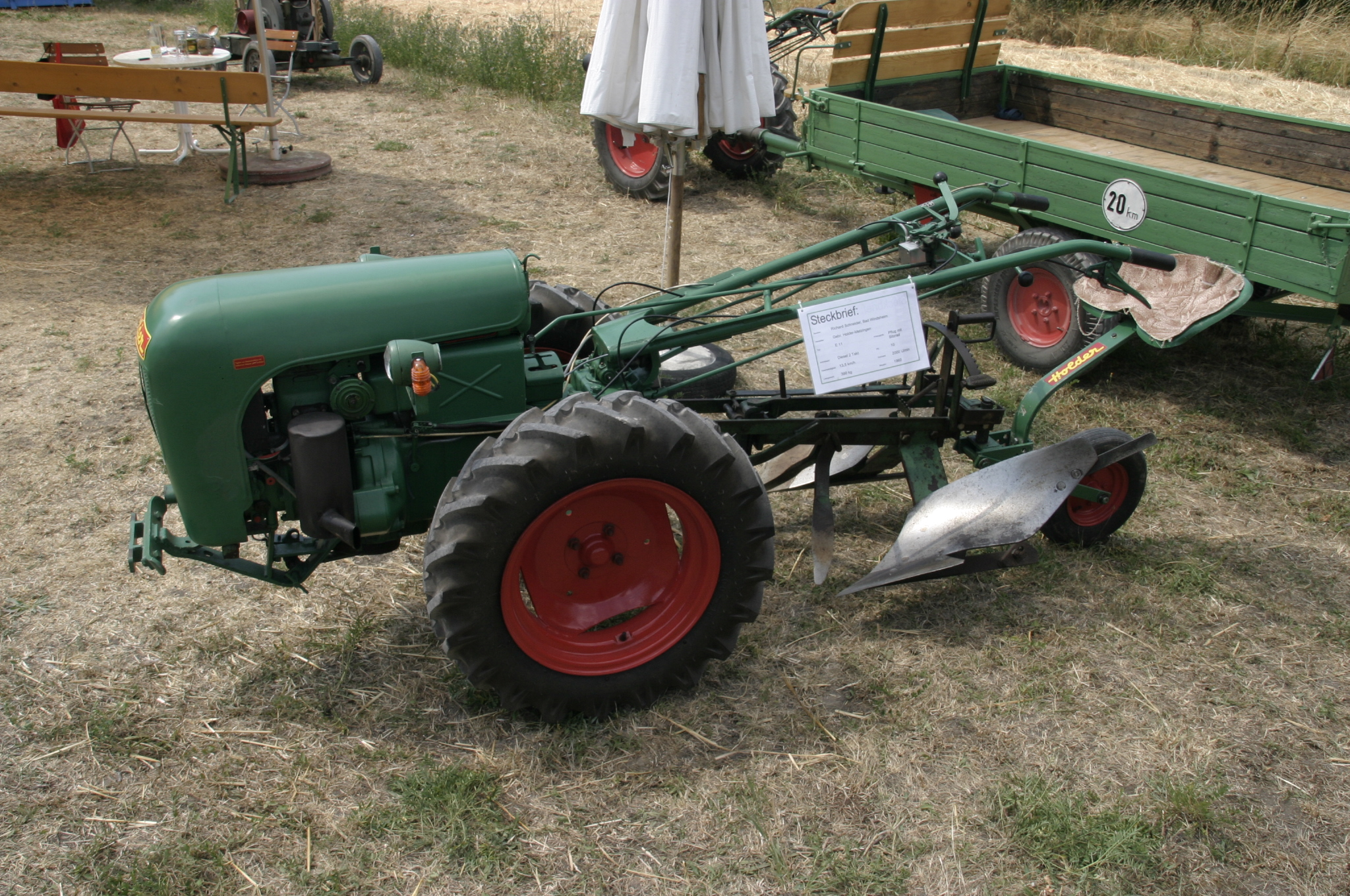
Motoculteur avec charrue alternative quart de tour.

- Motoculteur avec charrue alternative quart de tour.alternative simple : au travail on abaisse l'un des deux corps opposés,
- à basculement latéral à 90°, dite aussi alternative quart de tour,
- à balancier, d'abord utilisé autrefois sur les charrues tractées au treuil,
- à basculement longitudinal, rotation autour d'un axe horizontal perpendiculaire à l'avancement, système en voie de disparition,
- à basculement latéral à 180°, dite communément réversible, système le plus répandu.

### Réglages du tracteur
Les voies du tracteur doivent être identiques et adaptées à la charrue. Les longueurs des chandelles de relevage doivent être identiques et adaptées. La longueur du troisième point doit être réglée pour que la charrue soit horizontale au travail (talonnage) et que tous les corps travaillent à la même profondeur. La pression des pneus doit être vérifiée et assez basse pour favoriser l'adhérence des roues. Le tracteur doit être muni de masses d'équilibrage avant suffisantes. Le contrôle de relevage qui comporte des fonctions sophistiquées doit être réglé.
8 km/h est considéré comme la vitesse maximale de travail avec une charrue classique.

### Réglages de la charrue
Les réglages d'une charrue sont multiples et nécessitent de l'expérience de la part du laboureur. Le plus important est celui de la profondeur ; il se règle en modifiant les points d'attache sur le tracteur et la position de la roue de terrage si elle existe. La position de l'attelage et des roues principales (pour les grandes charrues) peut être mis en œuvre par la force hydraulique du tracteur et détermine la profondeur de labour .
Le travail avec roues dans la raie nécessite un réglage d'aplomb en fonction de la profondeur de travail pour que la charrue reste horizontale au travail.
Pour une largeur travail de soc donnée, plus le travail est profond, plus le labour est dressé. Inversement avec un travail peu profond on obtient un labour couché. Ce résultat dépend aussi de la forme du versoir et de la présence ou non d'une queue (rallonge de versoir). L'angle moyen de retournement visé est de 135°. Un labour dressé plus exposé aux intempéries s'ameublit naturellement plus facilement. Le laboureur peut viser l'une ou l'autre configuration en fonction de la nature du sol. La profondeur de travail des rasettes doit être réglée principalement en fonction de la matière organique à enfouir. L'avancement des rasettes par rapport à la pointe des socs est à régler en fonction de la vitesse de travail.
La largeur découpée par le premier corps de labour doit être identique aux suivantes ; cela dépend du positionnement de la charrue et de la voie du tracteur et s'ajuste au moyen du réglage de déport (déplacement latéral de la charrue).
Enfin du fait de l'existence d'une force résultante latérale au travail opposée au déplacement des bandes de terre, l'axe de la charrue présente un angle variable (dévers de pointe) suivant l'effort avec la direction du labour mais le tracteur doit continuer à travailler parallèlement à la direction du labour pour éviter un effort excessif. L'angle de dévers ou débattement doit être encadré au moyen du réglage de dévers. Il peut entraîner un nouveau réglage du déport. Sur les machines les mieux équipées déport et dévers peuvent être réglés depuis le tracteur sans nécessiter d'arrêt.

## Charrues atypiques
Ces charrues mélangent la matière organique sur toute la hauteur du profil travaillé à la différence d'une charrue à versoir et rasette. Cela peut être considéré comme un avantage du point de vue agronomique mais peut compliquer ultérieurement le semis.

### Charrue à corps symétriques pivotant verticalement

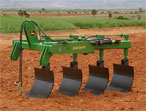
Charrue à corps symétriques pivotants.

Cette charrue comporte des corps simplifiés pouvant travailler dans les deux sens par pivotement sur l'axe vertical. Ce système impose des corps de labour simplifiés. Elle est difficile à utiliser en terrain difficile (humidité, résidus de végétations…).

### Charrue à disques

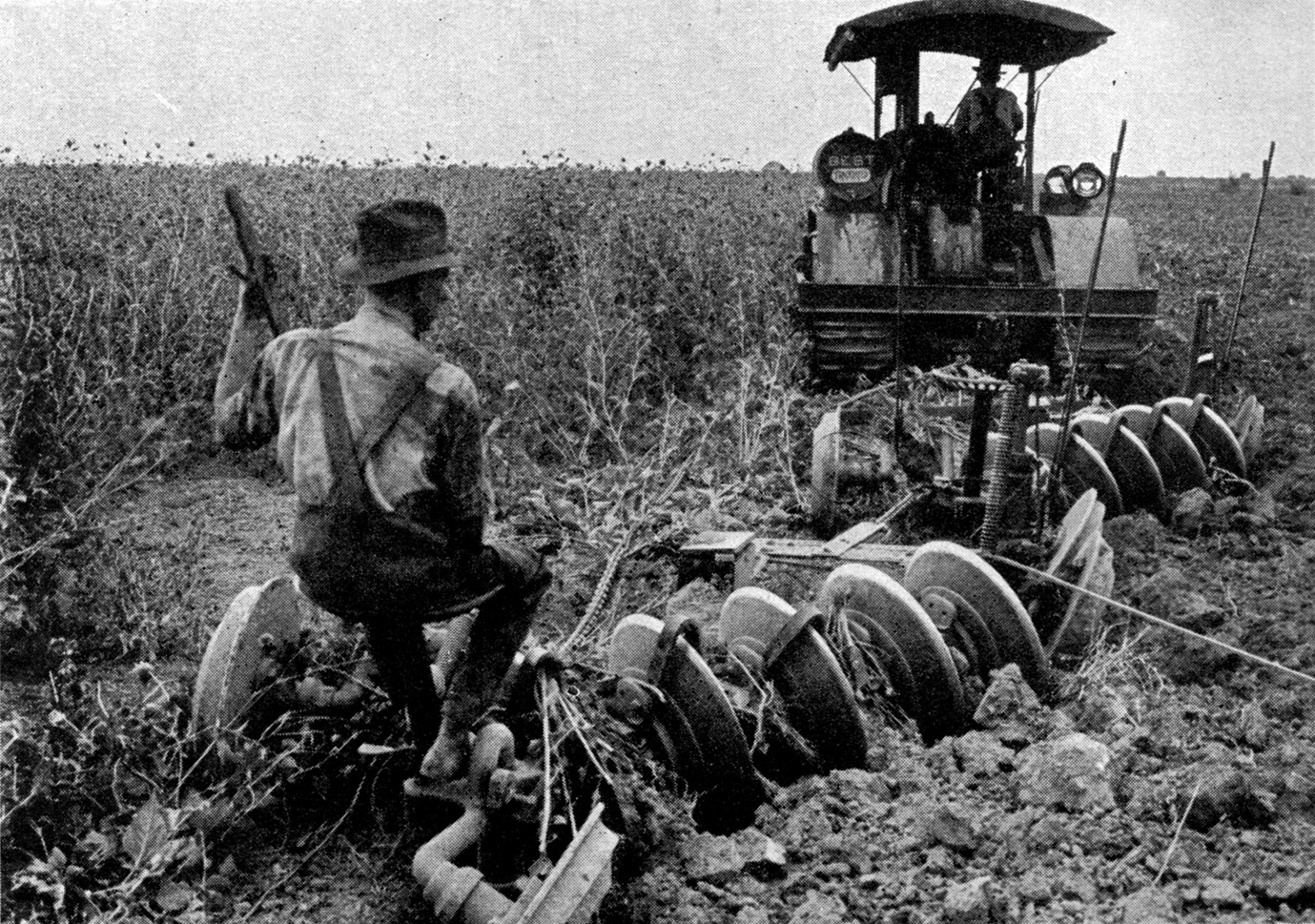
Labour d'un champ de luzerne à la charrue à disques (le sol d'une vieille luzernière est très raide) ; États-Unis avant 1921.

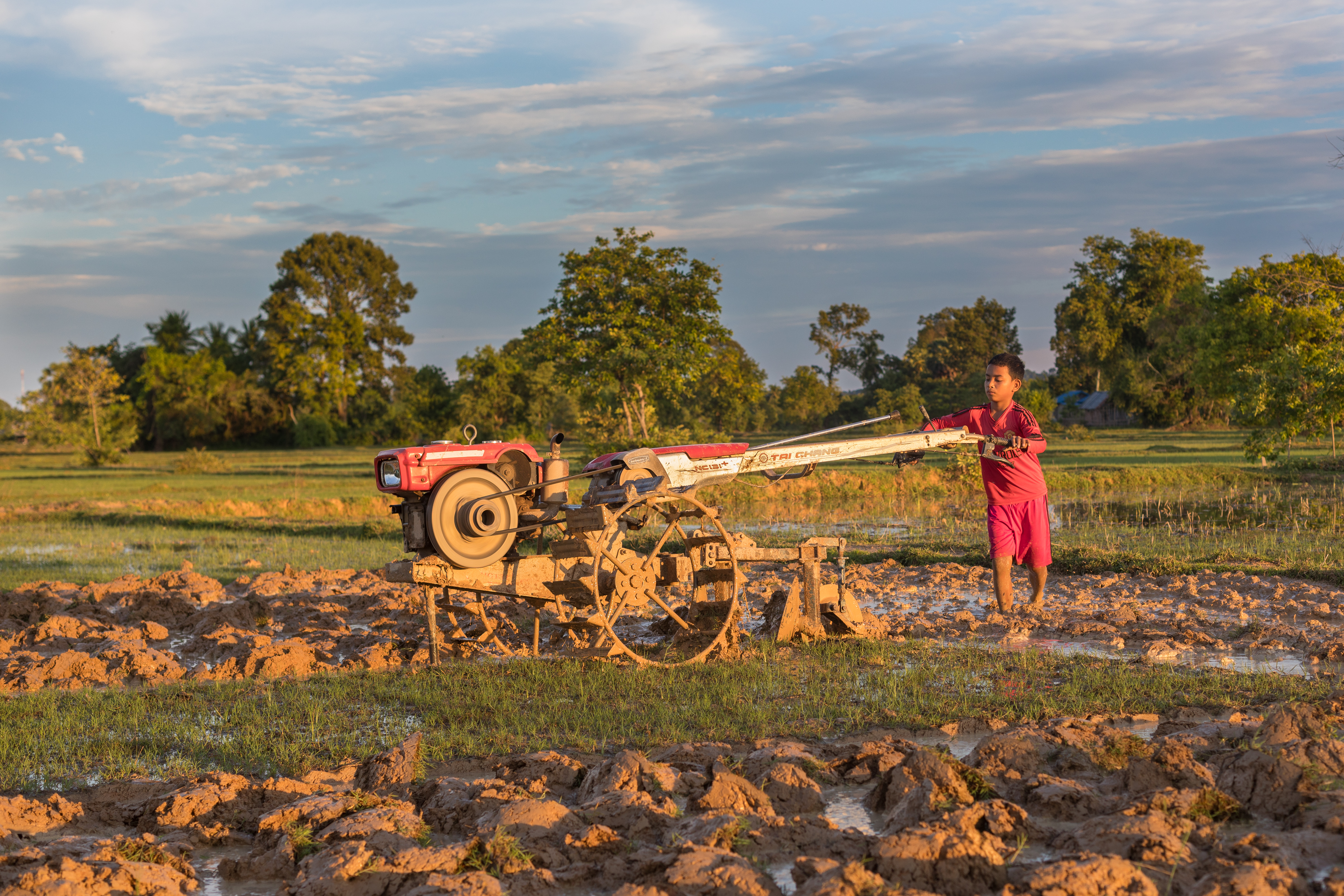
Charrue monocorps à disques tirée par un motoculteur dans une rizière au Laos, 2018.

La charrue à disques est essentiellement constituée d'un ou plusieurs disques tournants. Le disque remplace l'ensemble soc, versoir, coutre ; il ressemble à un disque de déchaumeuse en plus robuste (diamètre : 0,6 à 1 m) et de forme concave marquée; en terre argileuse les disques doivent être munis de racleurs pour éviter le bourrage. Ce système a l'avantage de la simplicité mais est plus difficile à régler ; le seul réglage sur la machine est celui de la roue de profondeur et compensation de poussée latérale. Elle fonctionne bien en condition difficile mais enfouit mal les déchets verts. Elle reste peu utilisée. Elle est appréciée en terres sableuses (maraîchage, etc.).
Cette charrue est utilisée dans les sols caillouteux en Champagne crayeuse.

### Charrue-bêche

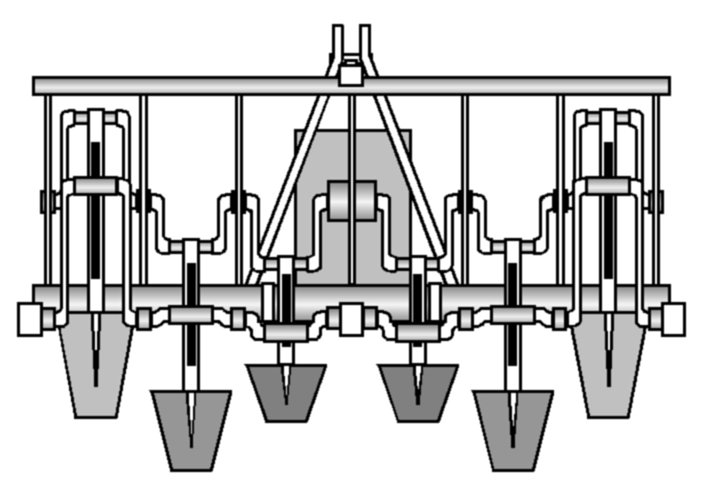
Représentation schématique d'une charrue-bêche.

La charrue-bêche ou machine à bécher repose sur le principe, très différent du soc, d'un ensemble de pelles-bêches animées par la prise de force d'un tracteur. Elle a l'avantage sur la charrue ordinaire d'éviter la formation de semelles de labour. C'est cependant un outil complexe plus fragile et demandant plus d'entretien.

### Charrue-chisel

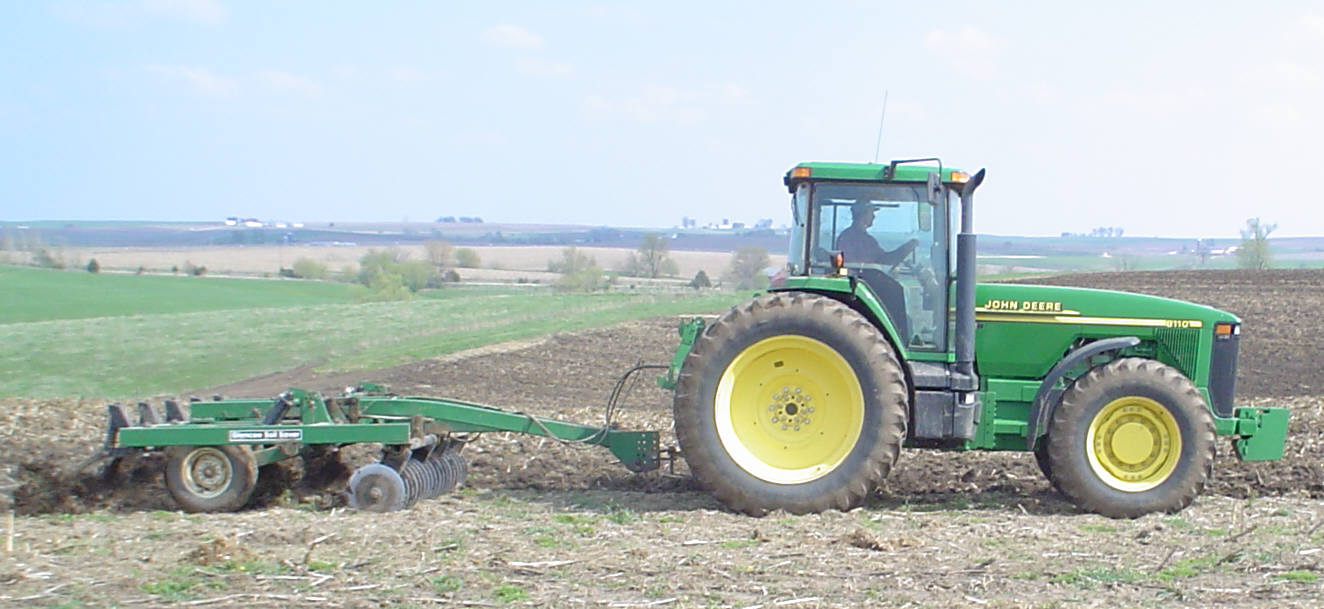
Charrue-chisel (paraplow) équipée de coutres circulaires. États-Unis, 2004.

La charrue-chisel (mais dite plus souvent chisel) est un cultivateur lourd équipé de puissants socs verticaux. Elle ne retourne pas la terre. La plupart des modèles sont en mesure de briser une semelle de labour.

### Charrue rotative
La charrue rotative est une variante du cultivateur rotatif ou rotoculteur (rotavator) . Les socs tournants (lames coudées simples montées sur un axe horizontal) du rotavator sont remplacés par des socs dont la forme peut rappeler une bêche et la vitesse de rotation est inférieure. Elle est aussi parfois, de ce fait, appelée machine à bêcher. Elle demande plus de puissance qu'une charrue-bêche mais est plus simple et plus robuste. Elle est utilisée en maraîchage et jardinage, montée sur motoculteur, et pour la culture en rizières.

## Combinaison d'outils

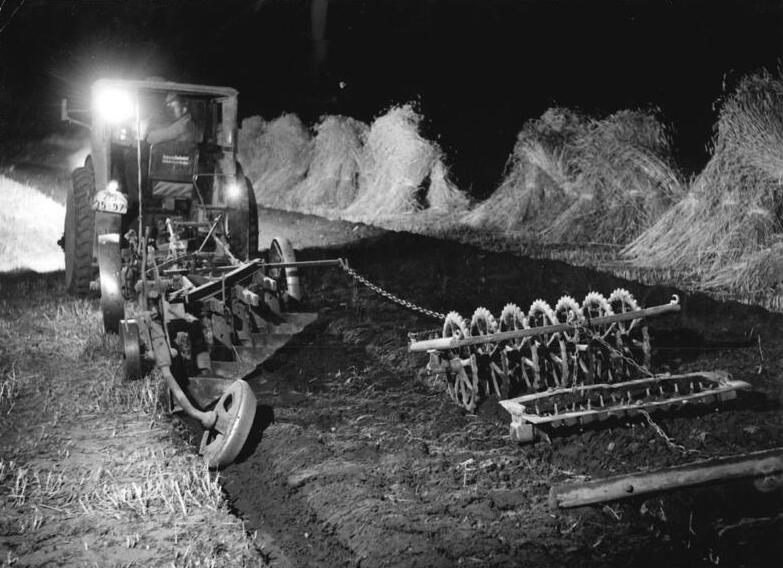
Charrue à disques avec rouleau émotteur et herse roulante Allemagne de l'Est, 1956.

Les charrues classiques sont rarement utilisées en combinaison d'outils car elles sont déjà très encombrantes. Cette formule est plus fréquente avec les charrues-chisels auxquelles on adjoint souvent un rouleau émotteur.

## Calendrier républicain
La charrue voit son nom attribué au 10e jour du mois de brumaire du calendrier républicain ou révolutionnaire français, généralement chaque 31 octobre du calendrier grégorien.

### Webographie
- François Sigaut, « Charrue, historique et fonction », sur Les mots de l'agronomie, 9 septembre 2010 (consulté le 8 décembre 2018).
- Informations lexicographiques et étymologiques de « charrue »  dans le Trésor de la langue française informatisé, sur le site du Centre national de ressources textuelles et lexicales.
- AgroParisTech, « Charrue à disques », sur AgroParisTech, 2 mai 2012 (consulté le 8 décembre 2018).
- AgroParisTech, « Charrue à versoirs », sur AgroParisTech, 2 mai 2012 (consulté le 8 décembre 2018).